# Religioni negli Stati Uniti d'America
Protesta...CattolicesimoChiesa ortodossaMormonismoTestimoni di...Altre confe...EbraismoIslamBuddismoInduismoAltre re...Non religiosiNon rispondeProtestantesimoCattolicesimoChiesa ortodossaMormonismoTestimoni di GeovaAltre confessioni cristianeEbraismoIslamBuddismoInduismoAltre religioniNon religiosiNon rispondeReligioni negli Stati Uniti d'America
Le religioni negli Stati Uniti d'America sono caratterizzate da una diversità di credenze e pratiche culturali. Alcune religioni nacquero e fiorirono direttamente in territorio statunitense. La maggioranza degli statunitensi riferisce che la religione svolge un ruolo molto importante nella loro vita, una quota unica tra i paesi sviluppati.
Storicamente gli Stati Uniti sono sempre stati contrassegnati dal pluralismo religioso e dal multiculturalismo, a cominciare dalle differenti credenze di stampo naturalistico del tempo precoloniale. Provenienti dal continente europeo, diffusi sono l'anglicanesimo, il cattolicesimo e i principali gruppi facenti capo al protestantesimo, così come la comunità ebraica.
La Chiesa ortodossa è stata presente fin dalla colonizzazione dell'America russa. Numerosi dissenzienti inglesi, che avevano lasciato la Chiesa anglicana, hanno molto diversificato il paesaggio religioso. Il grande Risveglio ha dato origine a molteplici denominazioni dell'evangelicalismo; l'appartenenza a chiese del metodismo e del battismo è aumentata in una maniera più che notevole nel secondo grande risveglio.
Nel XVIII secolo il deismo trovò sostegno tra le classi superiori della stratificazione sociale e nei primi pensatori americani. La Chiesa episcopale degli Stati Uniti d'America, divisa dalla Chiesa d'Inghilterra, è nata durante la guerra d'indipendenza americana. Nascono nello stesso lasso di tempo nuovi rami protestanti come l'avventismo; il restaurazionismo e altre forme di cristianesimo come i Testimoni di Geova, il Movimento dei Santi degli ultimi giorni, la Chiesa di Cristo e la Chiesa di Cristo scientista, nonché le comunità dell'unitarianismo e dell'Universalismo si diffusero nel corso del XIX secolo. Il pentecostalismo è emerso nei primi anni del XX secolo grazie alla "rifondazione di Azusa Street". La Chiesa di Scientology è emersa nel corso degli anni cinquanta. Gli unitariani universalisti nascono dalla fusione di chiese unitarie e universali durante il XX secolo.
A partire dagli anni novanta la partecipazione religiosa dei cristiani sta diminuendo a causa della secolarizzazione, mentre l'islam, il buddhismo, l'induismo e altre religioni si stanno diffondendo. Tenendo conto di quanti si dichiarano non affiliati ad alcuna categoria religiosa, il protestantesimo, storicamente la forma di religione dominante negli Stati Uniti, cessa di essere la religione professata dalla maggioranza assoluta degli statunitensi nei primi anni del 2010; questo è principalmente il risultato di un aumento degli statunitensi che professano "nessuna affiliazione religiosa", piuttosto che di un aumento delle affiliazioni religiose non protestanti, e il protestantesimo rimane comunque la religione maggioritaria tra coloro che dichiarano un'affiliazione religiosa.
La maggior parte degli adulti statunitensi si identificano come cristiani, mentre quasi un quarto non afferma alcuna affiliazione religiosa. Secondo uno studio del Pew Research Center del 2014 il 70,6% della popolazione adulta identifica come cristiana, con il 46,5% che partecipa a una varietà di chiese che potrebbero essere considerate protestanti e il 20,8% che si considerano credenti cattolici. Lo stesso studio dice che altre religioni (tra cui l'ebraismo, il buddhismo, l'induismo e l'islam) collettivamente costituiscono circa il 6% della popolazione. Secondo un sondaggio del 2012 da parte del forum Pew il 36% degli adulti statunitensi afferma di frequentare i servizi religiosi quasi ogni settimana o anche più spesso. Quando si consolidano tutte le denominazioni cristiane in un unico gruppo religioso, l'ebraismo diventa la seconda religione più professata negli Stati Uniti, con il 2% della popolazione che dichiara di essere affiliata all'ebraismo.
Secondo un sondaggio di Gallup del 2016 il Mississippi, con il 63% della sua popolazione adulta definitasi come "molto religiosa" (affermano che la religione per loro è importante e frequentano regolarmente i servizi religiosi), è lo stato più religioso del paese, mentre il New Hampshire, con solo il 20% che si descrive essere molto religioso, è lo stato maggiormente caratterizzato dal secolarismo.

## Storia
Fin dal primissimo periodo dell'era coloniale, quando alcuni migranti tedeschi e inglesi attraversarono l'oceano Atlantico alla ricerca della libertà religiosa, l'America è stata profondamente influenzata dalla fede. Quest'influenza continua a riverberarsi nella cultura degli Stati Uniti d'America, nella vita sociale e anche nell'ambito politico.
Molte delle originali tredici colonie furono stabilite da immigrati europei che desideravano esercitare la propria credenza all'interno di una comunità di persone con idee simili: la Colonia della Massachusetts Bay è stata fondata dai puritani inglesi (della "Chiesa congregazionalista"), la Pennsylvania dal Quaccherismo britannico, il Maryland dai cattolici inglesi e la Virginia dagli anglicani inglesi. Nonostante questo fatto, e come conseguenza dell'intervento di conflitti e preferenze religiose intervenute nel frattempo in Inghilterra (vedi Guerra civile inglese, Gloriosa rivoluzione, Restaurazione inglese e "Nonconformismo anglicano"), il Plantation Act 1740 stabilì la politica ufficiale per i nuovi immigrati che giungevano nell'America britannica fino all'epoca della Rivoluzione.
Il testo del I emendamento della Costituzione degli Stati Uniti d'America afferma che "il Congresso degli Stati Uniti d'America non promulgherà alcuna legge che istituisca una religione di Stato o che vieti il libero esercizio di qualsiasi fede o che riduca la libertà di parola o la libertà di stampa o altresì il diritto della gente di riunirsi in modo pacifico e di inviare una petizione al governo per porre rimedio a rimostranze". Ciò garantisce l'esercizio libero di ogni tipo e forma religiosa, impedendo al governo di stabilire una religione ufficiale. Tuttavia gli Stati non furono inizialmente vincolati dalla disposizione e fino a quando nel 1830 il Massachusetts non fornì i fondi fiscali alle chiese congregazionali locali l'emendamento non ebbe una compiuta realizzazione.
La Corte suprema degli Stati Uniti d'America, fin dagli anni 1940, ha interpretato il XIV emendamento della Costituzione degli Stati Uniti d'America come applicazione del I emendamento agli Stati federati degli Stati Uniti d'America e ai governi locali.
Il Presidente degli Stati Uniti d'America John Adams, assieme a un Senato degli Stati Uniti unanime, fece approvare il Trattato di Tripoli nel 1797: "il governo degli Stati Uniti non è in alcun modo fondato sulla religione cristiana".
Nel prosieguo dalla sua fondazione gli Stati Uniti sono stati battezzati da varie fonti come una nazione protestante.
Secondo un sondaggio svolto nel 2002 del Pew Research Center circa 6 statunitensi su 10 hanno dichiarato che la religione svolge un ruolo importante nella loro vita, rispetto al 33% del Regno Unito, al 27% dell'Italia, al 21% della Germania, al 12% del Giappone e all'11% della Francia. Il rapporto di indagine ha affermato che i risultati hanno mostrato negli Stati Uniti una maggiore somiglianza con i paesi in via di sviluppo (dove percentuali più elevate affermano che la religione svolge un ruolo importante) che ad altre nazioni ricche, dove la credenza religiosa svolge un ruolo assai minore.
Nel 1963 il 90% degli adulti statunitensi affermava di essere cristiano, mentre solo il 2% non professava alcuna identità religiosa. Nel 2014 quasi il 70% si identifica come cristiano, mentre quasi il 23% dichiara di non possedere nessuna identità religiosa.

Importanza della religione, percentuale per Stato (2016).

## Libertà di religione
Il governo federale degli Stati Uniti è stato il primo al mondo a non avere una religione ufficiale approvata dalla nazione. Tuttavia alcuni Stati avevano stabilito delle religioni in una qualche forma ufficiale almeno fino agli anni 1830.
Modificando le disposizioni nello Statuto della Virginia per favorire la libertà religiosa i formulatori della Costituzione hanno respinto ogni obbligo di affiliazione religiosa per poter assumere un ufficio pubblico e il I emendamento ha negato in modo specifico al governo federale un qualsiasi potere di emanare una legge che imponga una religione sulle altre o che vieti la libertà di esercitarne una, proteggendo così ogni organizzazione religiosa, istituzione o denominazione da interferenze governative.
La decisione è stata prevalentemente influenzata dagli ideali europei del razionalismo e del protestantesimo, ma è stata anche una conseguenza delle preoccupazioni pragmatiche dei gruppi religiosi minoritari e dei piccoli Stati che non desideravano essere sotto il potere o l'influenza di una religione nazionale che non li rappresentasse.

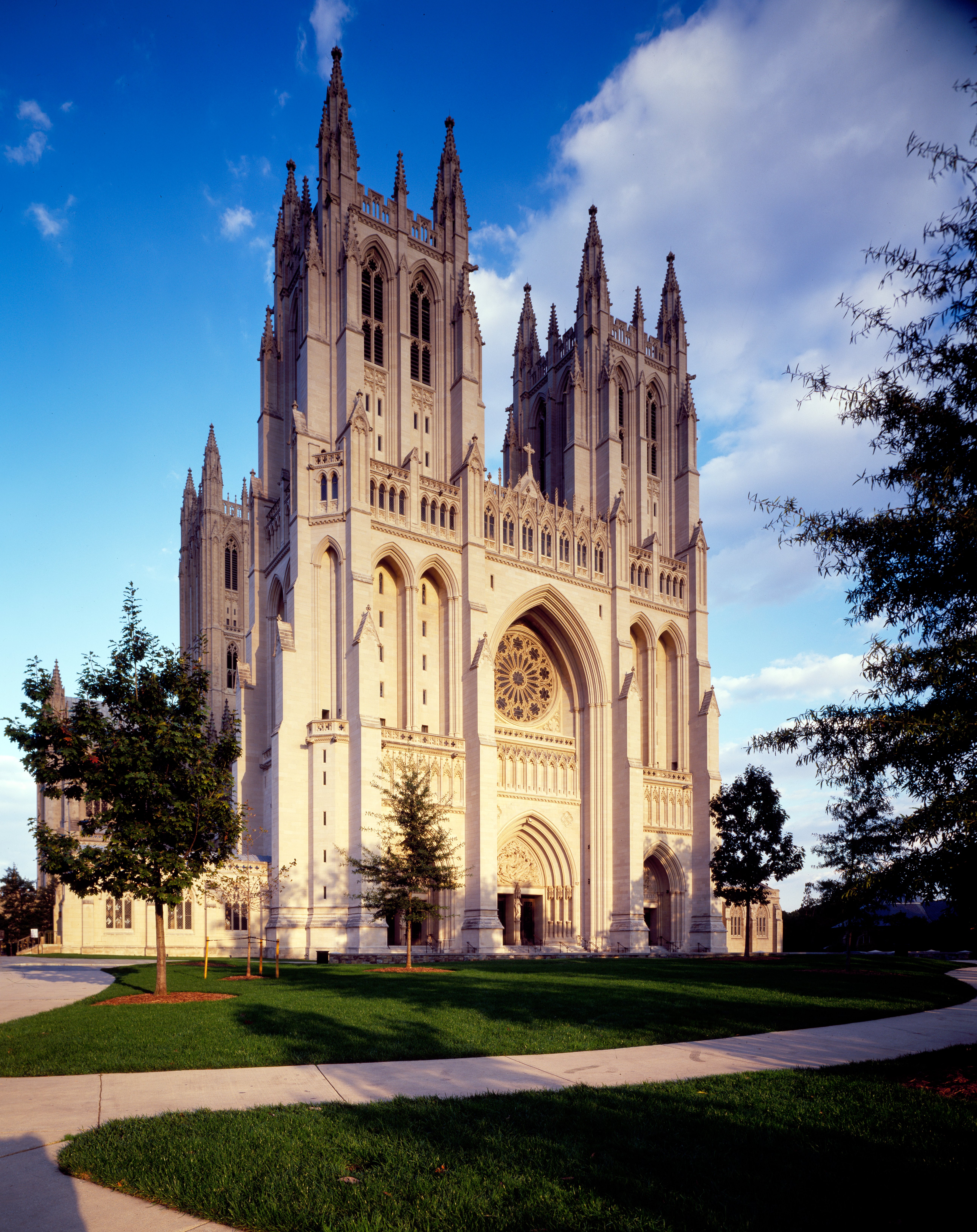
La Cattedrale dei Santi Pietro e Paolo della Chiesa episcopale degli Stati Uniti d'America a Washington.

## Religioni abramitiche
Spesso la religione sta dietro anche alle questioni e controversie politiche riguardanti il razzismo (il movimento per i diritti civili degli afroamericani era guidato dal pastore battista Martin Luther King), il pacifismo (la stessa guerra in Iraq ha diviso il panorama religioso tra favorevoli e contrari), la pena di morte (sostenuta dalle chiese protestanti di stampo evangelicale e fermamente contestata dai cattolici), la bioetica, l'omosessualità, l'insegnamento della teoria della teoria evoluzionistica e il neodarwinismo.

### Cristianesimo
La religione più popolare negli Stati Uniti rimane il cristianesimo, che comprende la maggioranza della popolazione (70,6% degli adulti nel 2014). Secondo il rapporto dell'"Association of Statisticians of American Religious Bodies" pubblicato nel marzo del 2017, sulla base dei dati del 2010, i cristiani erano la più grande popolazione religiosa in tutte le 3.143 contee del paese.
Circa il 46,5% degli statunitensi sono protestanti, il 20,8% sono cattolici, l'1,6% mormoni (denominazione comunemente usata per riferirsi ai membri della Chiesa di Gesù Cristo dei santi degli ultimi giorni) e l'1,7% ha affiliazioni con diverse altre confessioni cristiane. Il cristianesimo è stato introdotto durante il periodo della colonizzazione europea delle Americhe.
Secondo un riesame del 2012 da parte del "Consiglio Nazionale delle Chiese" le cinque maggiori denominazioni sono:
- La Chiesa cattolica negli Stati Uniti d'America, con 68.202.492 membri.
- La Southern Baptist Convention, con 16.136.044 membri.
- La Chiesa metodista unita, con 7.679.850 membri.
- La Chiesa di Gesù Cristo dei santi degli ultimi giorni, con 6.157.238 membri.
- La Chiesa di Dio in Cristo, con 5.499.875 membri.

La "Convenzione Battista meridionale", con oltre 16 milioni di aderenti, è la più grande di più di 200 denominazioni protestanti distinte. Nel 2007 i membri delle chiese evangelicali comprendevano il 26% della popolazione americana, mentre un altro 18% apparteneva alle principali chiese protestanti e il 7% a chiese storicamente afroamericane.
La Chiesa episcopale degli Stati Uniti d'America, ramo americano dell'anglicanesimo cui tradizionalmente fanno riferimento le classi alte, attrae sempre più i giovani per le sue posizioni liberali in campo etico-sociale. Le confessioni più diffuse sono nell'ordine il battismo (17,2%), il metodismo (7,2%), il luteranesimo (4,9%), il presbiterianesimo (2,8%) e l'episcopalismo (1,8%), oltre a una miriade di Chiese dell'evangelicalismo, del pentecostalismo, non-denominazionali e minori. La singola chiesa più diffusa è quella cattolica, rafforzata dall'immigrazione ispanica degli ultimi decenni.
Negli ultimi decenni si è sviluppato l'evangelicalismo strettamente collegato al fenomeno delle TV and Web Churches guidate dai cosiddetti telepredicatori, tra i quali vanno ricordati Billy Graham, Pat Robertson e Jerry Falwell, animatori della destra politica e del fondamentalismo cristiano, fondamentali per le vittorie elettorali di Ronald Reagan nel 1980 e 1984 e per quelle di George W. Bush nel 2000 e nel 2004; va ricordato anche il più recente e controverso telepredicatore Benny Hinn, peraltro molto conosciuto e seguito anche in Italia.
Parallelamente sono nate e cresciute le cosiddette mega-churches, grandissime chiese evangelicali non-denominazionali.
Dai dati di uno studio del 2015 si rileva che circa 450.000 credenti cristiani provengono da un contesto musulmano, la maggior parte di essi appartenenti a una qualche forma di protestantesimo. Nel 2010 c'erano circa 180.000 arabi americani e circa 130.000 iranoamericani che si sono convertiti dall'Islam al cristianesimo. Dudley Woodbury, un islamista del Programma Fulbright stima che 20.000 musulmani si convertono ogni anno al cristianesimo negli Stati Uniti d'America.

#### Principali denominazioni protestanti
Gli storici concordano sul fatto che i membri delle principali denominazioni protestanti hanno svolto ruoli di leadership in molti aspetti della vita statunitense, tra cui il sistema politico, l'economia, la storia dello sviluppo scientifico, le arti, la cultura e infine anche il campo dell'istruzione, sia pubblica che privata fondando la maggior parte dei principali istituti di istruzione superiore.
Secondo la sociologa Harriet Zuckerman il 72% di coloro che hanno ricevuto il premio Nobel dal 1901 al 1972 sono identificabili per aver avuto uno sfondo protestante.
I fedeli della Chiesa episcopale e presbiteriana tendono a essere considerevolmente più ricchi e maggiormente istruiti rispetto alla maggior parte degli altri gruppi religiosi e con la percentuale più alta di famiglie americane benestanti e influenti: i Vanderbilt, gli Astor, la Famiglia Rockefeller, i Du Pont, i Roosevelt, i Forbes, gli Whitney, i Morgan e gli Harriman sono le dinastie protestanti di più vasto rilievo storico-economico. Questo anche se coloro che possiedono origini dall'ebraismo rappresentano il gruppo religioso statunitense più ricco. Il cattolicesimo, per dimensione assoluta, contiene in sé il maggior numero di aderenti fra tutti i gruppi religiosi nella fascia di reddito superiore.
Alcuni dei primi college universitari in America, tra cui l'università di Harvard, l'università Yale, l'università di Princeton, la Columbia University, il Dartmouth College, il Williams College, il Bowdoin College, il Middlebury College e l'Amherst College sono stati tutti fondati dalle denominazioni protestanti maggiori. Negli anni venti la maggior parte aveva indebolito o abbandonato del tutto la loro connessione formale con una specifica denominazione.
James Hunter sostiene che: "le scuole private e le scuole istituite dalla linea principale delle denominazioni protestanti, di regola, vogliono ancora essere conosciute come luoghi che promuovono valori, ma pochi potrebbero spingersi fino a identificare tali valori come prettamente cristiani.... Nel complesso il carattere distintivo della linea principale dell'identità protestante si è in gran parte dissolta fin dagli anni sessanta".

#### Colonizzazione cristiana

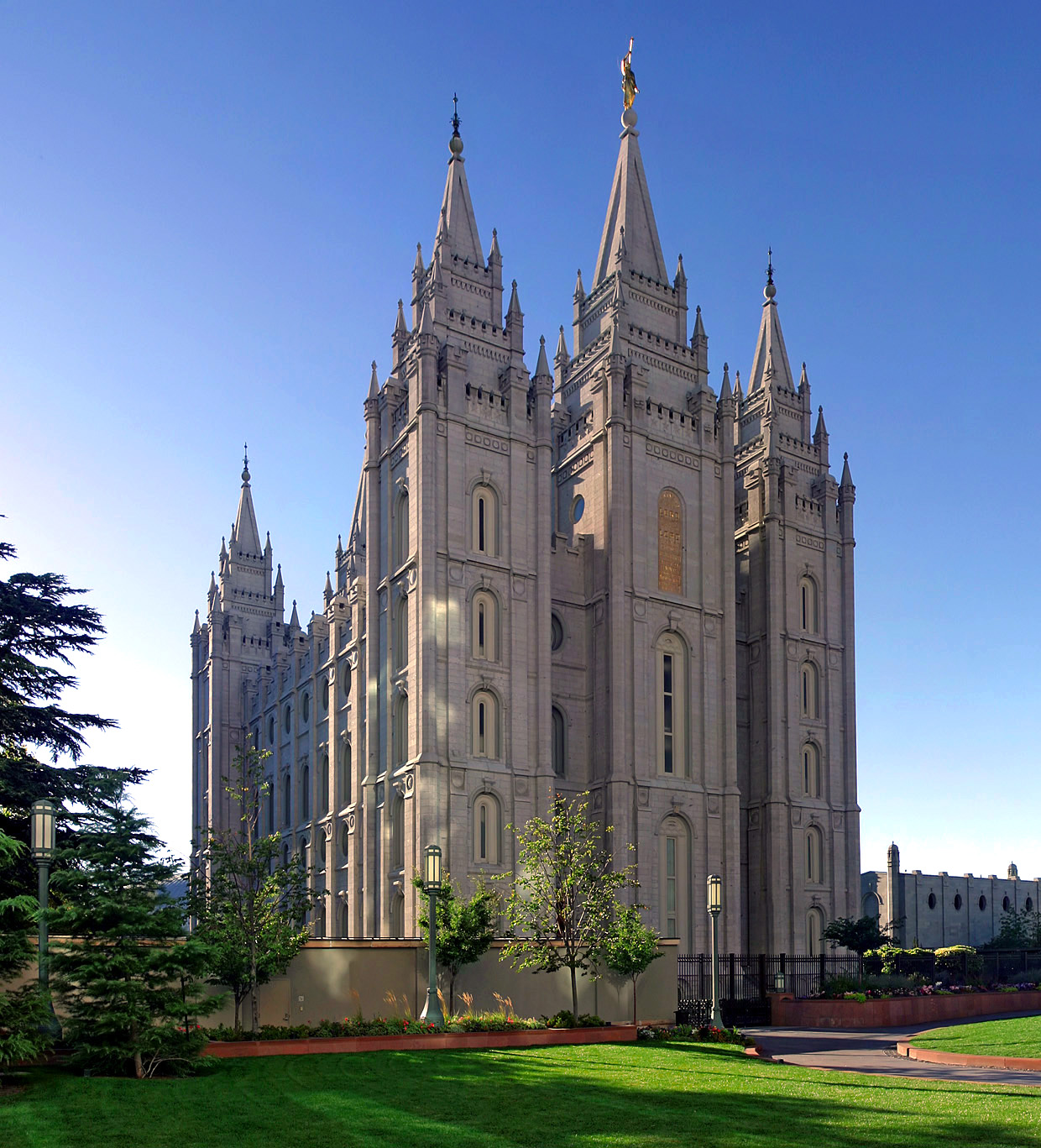
Il Tempio di Salt Lake a Salt Lake City della Chiesa di Gesù Cristo dei santi degli ultimi giorni.

A partire dal 1600 circa i coloni europei hanno introdotto l'anglicanesimo e la religione dei puritani, nonché le denominazioni del battismo, del presbiterianesimo, del luteranesimo, del quaccherismo e anche i moraviani.
A partire dal XVI secolo gli spagnoli (e in seguito i francesi e gli inglesi) hanno introdotto il cattolicesimo. Dal XIX secolo fino a oggi i cattolici sono arrivati negli Stati Uniti in gran numero a causa dell'immigrazione degli italiani, degli ispanici, dei portoghesi, dei francesi, dei polacchi, degli irlandesi, degli scozzesi (dalle Highlands), degli olandesi, dei fiamminghi, degli ungheresi, dei tedeschi e di altri gruppi etnici.
La Chiesa ortodossa è stata portata in America dai greco-americani, dagli ucraino-americani, e da altri gruppi di immigrati. L'ortodossia orientale è stata portata principalmente dagli armenoamericani.

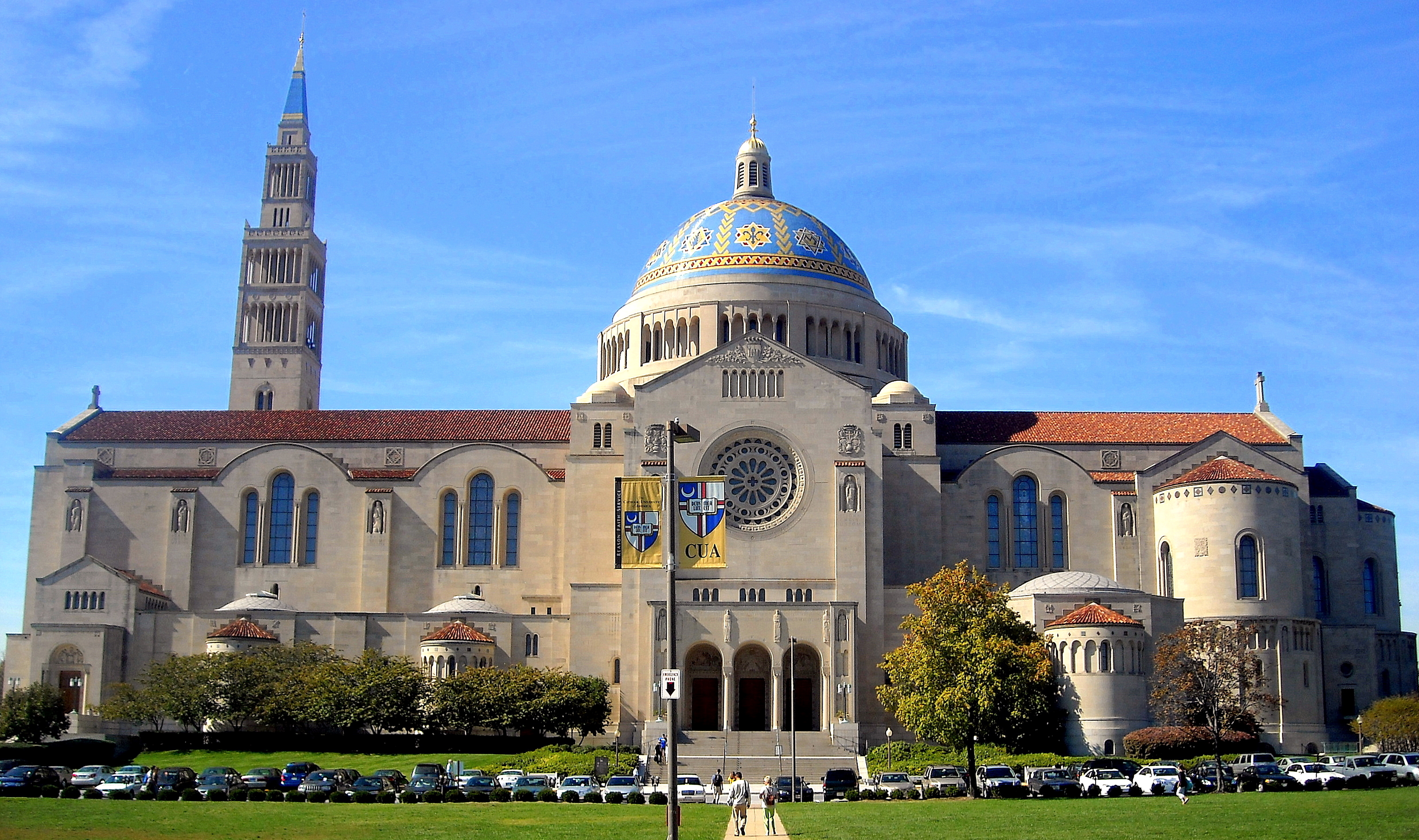
La Basilica del santuario nazionale dell'Immacolata Concezione della Chiesa cattolica negli Stati Uniti d'America situata a Washington.

Numerosi gruppi cristiani furono fondati in America durante i periodi dei grandi risvegli di fervore religioso. È emerso l'evangelicalismo interdenominazionale e il pentecostalismo; nuove denominazioni protestanti come l'avventismo; movimenti non denominazionali come il "Movimento della Restaurazione" (che nel tempo si sono separati e/o integrati nella Chiesa di Cristo, nelle Chiese cristiane di Cristo e nella "Chiesa Cristiana dei Discepoli di Cristo"); i Testimoni di Geova (chiamati "Studenti della Bibbia" nell'ultima parte del XIX secolo); e la Chiesa di Gesù Cristo dei santi degli ultimi giorni (il Mormonismo).
La robustezza delle varie sette varia notevolmente nelle diverse regioni del paese, con parti rurali degli Stati Uniti meridionali, sede di vaste comunità evangelicali e di ridotte comunità cattoliche (a eccezione della Louisiana nella costa del golfo e della comunità ispanica, entrambi costituiti principalmente da cattolici); al contrario, le aree urbanizzate degli Stati Uniti nord-orientali e dei Grandi Laghi, così come molte città industriali e minerarie, sono in prevalenza cattoliche, anche se ancora molto miscelate, soprattutto a causa delle comunità afroamericane decisamente protestanti. Nel 1990 quasi il 72% della popolazione dello Utah era mormone, così come il 26% del vicino Idaho.
Il luteranesimo è più importante negli Stati Uniti d'America medio-occidentali settentrionali, con il Dakota del Nord che ospita la più alta percentuale di luterani (almeno il 35% secondo una stima del 2001).
La religione maggiore, il cristianesimo, è diminuita progressivamente a partire dal 1990. Mentre il numero assoluto di cristiani è aumentato dal 1990 al 2008, la percentuale di cristiani è scesa dall'86% al 76%. Un sondaggio telefonico nazionale condotto su 1.002 adulti dal "gruppo Barna" ha scoperto che il 70% degli adulti statunitensi crede che Dio è "il creatore onnipotente dell'universo e che ancora oggi lo governa"; il 9% di tutti gli statunitensi adulti e lo 0,5% dei giovani adulti si preoccupano di ciò che l'indagine definisce come una "visione biblica" dell'esistenza.
I membri episcopaliani, presbiteriani, ortodossi e uniti della Chiesa di Cristo hanno il maggior numero di affiliati con un titolo di studio universitario e post-universitario pro capite rispetto a tutte le altre confessioni cristiane, nonché la più alta percentuale di membri attivi nella classe sociale medio-superiore. Tuttavia, a causa della demografia assoluta, i cattolici hanno il maggior numero di individui laureati e stazionano tra i più alti livelli di reddito rispetto agli individui di qualsiasi altra comunità religiosa.

### Ebraismo

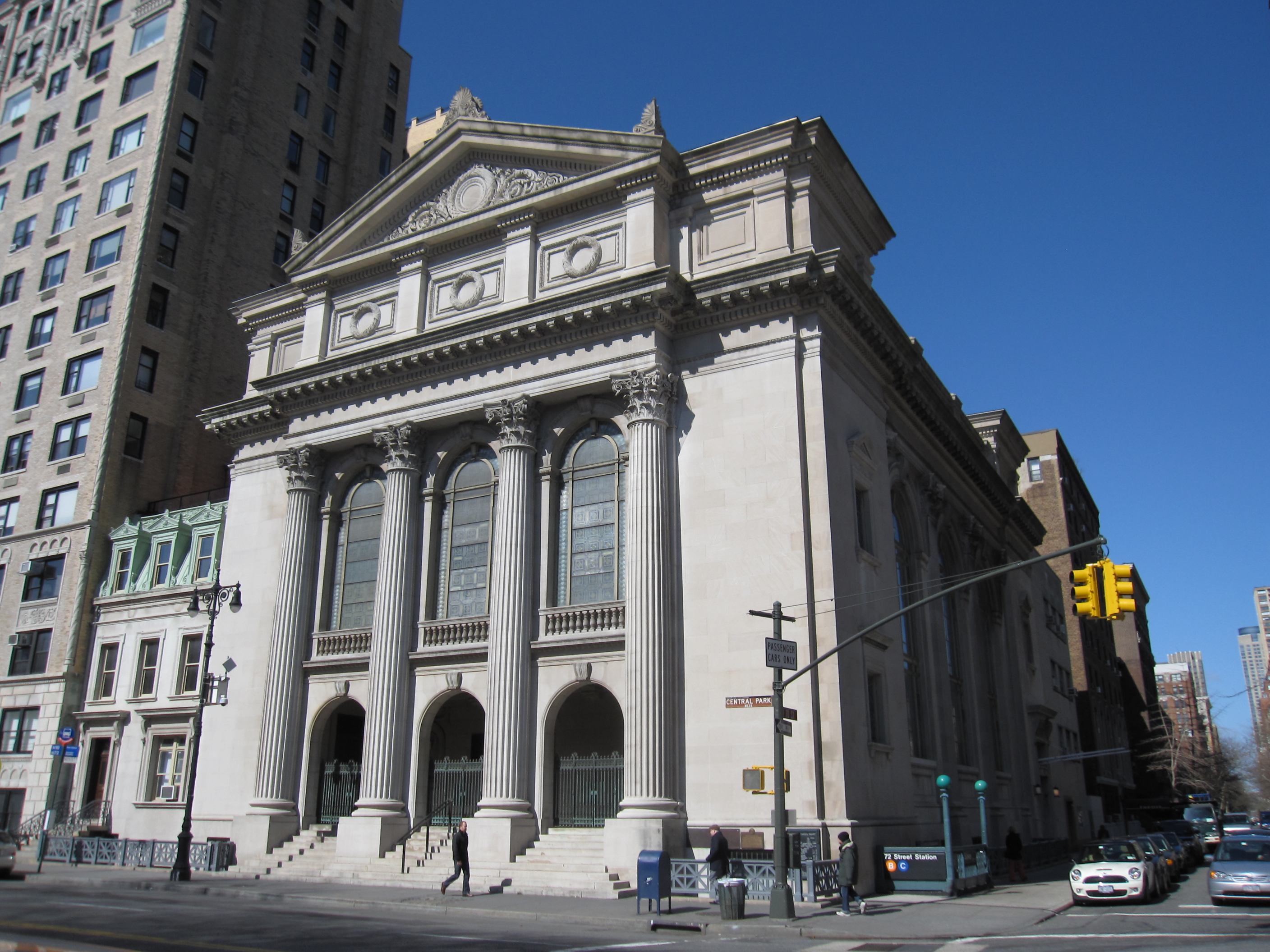
La Sinagoga Shearith Israel di New York, sede della più antica congregazione ebraica statunitense (risalente al 1655).

La comunità ebraica (1,4%) è fortemente radicata nel tessuto sociale statunitense, soprattutto attraverso l'ebraismo riformato e l'ebraismo conservatore; numerosa e ben organizzata negli Stati Uniti nord-orientali e in particolare nello Stato di New York.
Dopo il cristianesimo l'ebraismo è l'affiliazione religiosa interna al monoteismo più grande negli USA, anche se questa identificazione non è necessariamente indicativa di credenze o pratiche effettivamente religiose. Ci sono tra i 5,3 e i 6,6 milioni di ebrei; un numero significativo di questi si identifica come ebrei americani per motivi etnici e culturali piuttosto che religiosi; per esempio il 19% di coloro che si auto-identificano come ebrei americani non credono che Dio esista.

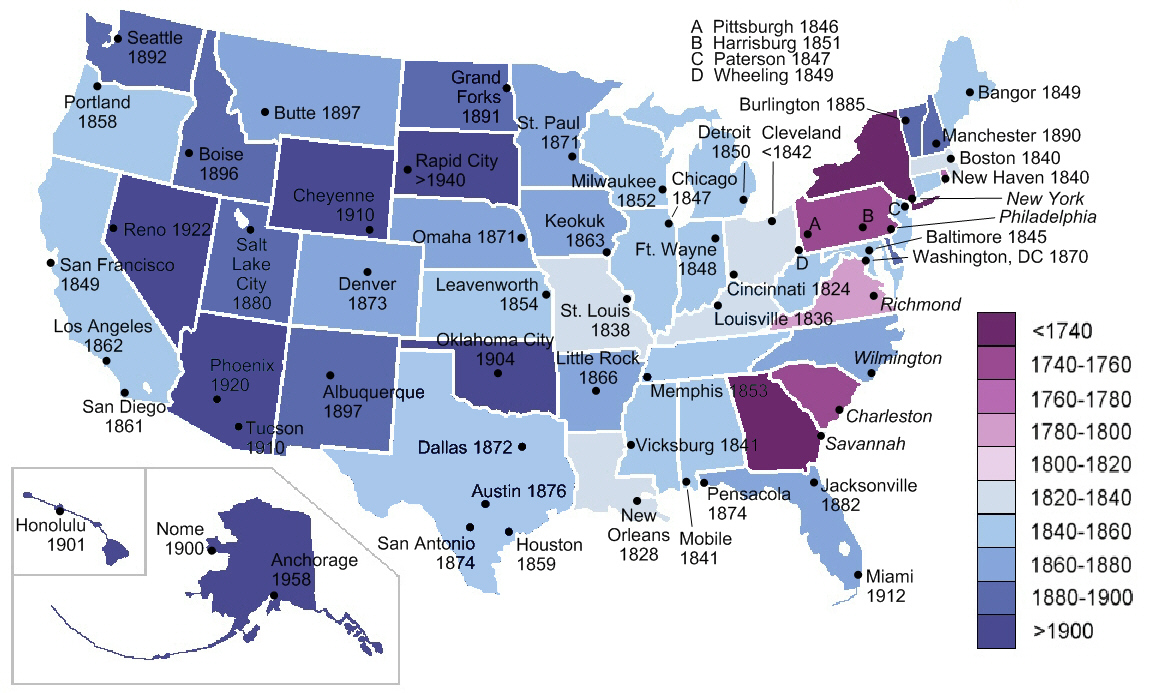
Anno di fondazione delle varie congregazioni ebraiche dopo il 1776.

La proiezione ARIS del 2001 ha campionato la popolazione ebraica americana in circa 5,3 milioni di adulti: 2,83 milioni (l'1,4% della popolazione adulta totale) sono considerati aderenti all'ebraismo; si stima che 1,08 milioni non siano aderenti ad alcuna religione, mentre 1,36 milioni sono considerati aderenti a una religione diversa dall'ebraismo. Lo studio ARIS del 2008 ha stimato in circa 2,68 milioni il numero di adulti (1,2%) che identificano l'ebraismo come la propria fede.
Gli ebrei sono stati presenti in quelli che sono oggi gli Stati Uniti fin dal XVII secolo, in particolar modo a seguito del Plantation Act 1740. Sebbene le piccole comunità dell'Europa occidentale inizialmente si sviluppassero e crescessero l'immigrazione su larga scala non si è verificata fino alla seconda metà del XIX secolo, in gran parte a seguito delle persecuzioni correlate all'antisemitismo scoppiate in vaste aree dell'Europa orientale. La comunità ebraica statunitense è composta prevalentemente da aschenaziti i cui antenati emigrarono dall'Europa centrale e orientale.
Esiste comunque un piccolo numero di comunità più antiche (e anche alcune arrivate recentemente) di sefarditi con radici che risalgono alla penisola iberica del XV secolo (attuali Spagna, Portogallo e Maghreb). Ci sono anche i mizrahì (provenienti dal Medio Oriente, dalle regioni del Caucaso e dall'Asia centrale), così come un numero molto ristretto di falascia, di ebrei indiani, di ebrei di Kaifeng e di altre diverse gruppi minori. Circa il 25% dell'intera popolazione ebraica americana vive a New York.
Secondo il rapporto dell'"Association of Statisticians of American Religious Bodies" pubblicato nel marzo del 2017, sulla base dei dati del 2010, gli ebrei erano la più grande religione minoritaria in 231 contee su 3143. Secondo un sondaggio condotto dal "Pew Forum" sulla religione e la pubblica amministrazione del 2014 l'1,7% degli adulti statunitensi identifica l'ebraismo come la propria religione. Tra gli intervistati il 44% ha dichiarato di appartenere all'ebraismo riformato, il 22% all'ebraismo conservatore e infine il 14% all'ebraismo ortodosso.
Secondo il "National Jewish Population Survey" del 1990 il 38% degli ebrei era affiliato alla tradizione della riforma, mentre il 35% era conservatore e il 6% ortodosso; l'1% apparteneva all'ebraismo ricostruzionista, il 10% si legava a un'altra tradizione e infine il 10% diceva di essere "solo ebreo".
La relazione del Pew Research Center sull'ebraismo americano pubblicato nell'ottobre del 2013 ha rivelato che il 22% degli ebrei statunitensi afferma di non avere alcuna religione e la maggioranza degli intervistati non vede la religione come una componente primaria dell'identità ebraica. Il 62% crede che una tale identità sia fondata principalmente sulle origini ancestrali e sulla cultura, mentre solo il 15% crede si basi sulla religione. Tra gli ebrei che si sono auto-identificati nella religione ebraica il 55% crede che l'identità si fondi sulla nascita e la cultura, mentre il 66% non ha considerato essenziale la credenza in un qualche Dio.
Uno studio del 2009 ha stimato la popolazione ebraica (compresi coloro che si definiscono religiosi e quelli che si considerano ebrei solo in termini culturali o etnici) tra i 6,0 e i 6,4 milioni. Secondo uno studio effettuato nel 2000 nel paese c'erano circa 6,14 milioni di persone ebree, circa il 2% della popolazione totale.
Secondo l'analisi della popolazione ebraica del 2001 4,3 milioni di adulti ebrei americani hanno una qualche sorta di forte legame con la comunità ebraica, religiosa o culturale che sia. L'ebraismo è generalmente considerato sia un'identità etnica che religiosa. Tra i 4,3 milioni di coloro che si erano descritti come "fortemente legati" all'ebraismo oltre l'80% hanno un impegno comunitario attivo, che va dalla presenza ai servizi di preghiera quotidiani fino al rituale del "Séder di Pesach" o all'accensione delle candele di Chanukkah. Il sondaggio ha anche scoperto che gli ebrei degli Stati Uniti d'America nord-orientali e degli Stati Uniti d'America medio-occidentali sono generalmente più osservanti rispetto a quelli degli Stati Uniti meridionali o degli Stati Uniti d'America occidentali. Riflettendo su una tendenza osservata anche tra altri gruppi religiosi gli ebrei nord-occidentali sono tipicamente i meno praticanti e tradizionalisti.
La comunità ebraica americana ha redditi familiari più cospicui rispetto alla media ed è uno dei gruppi religiosi maggiormente istruiti.

### Islam

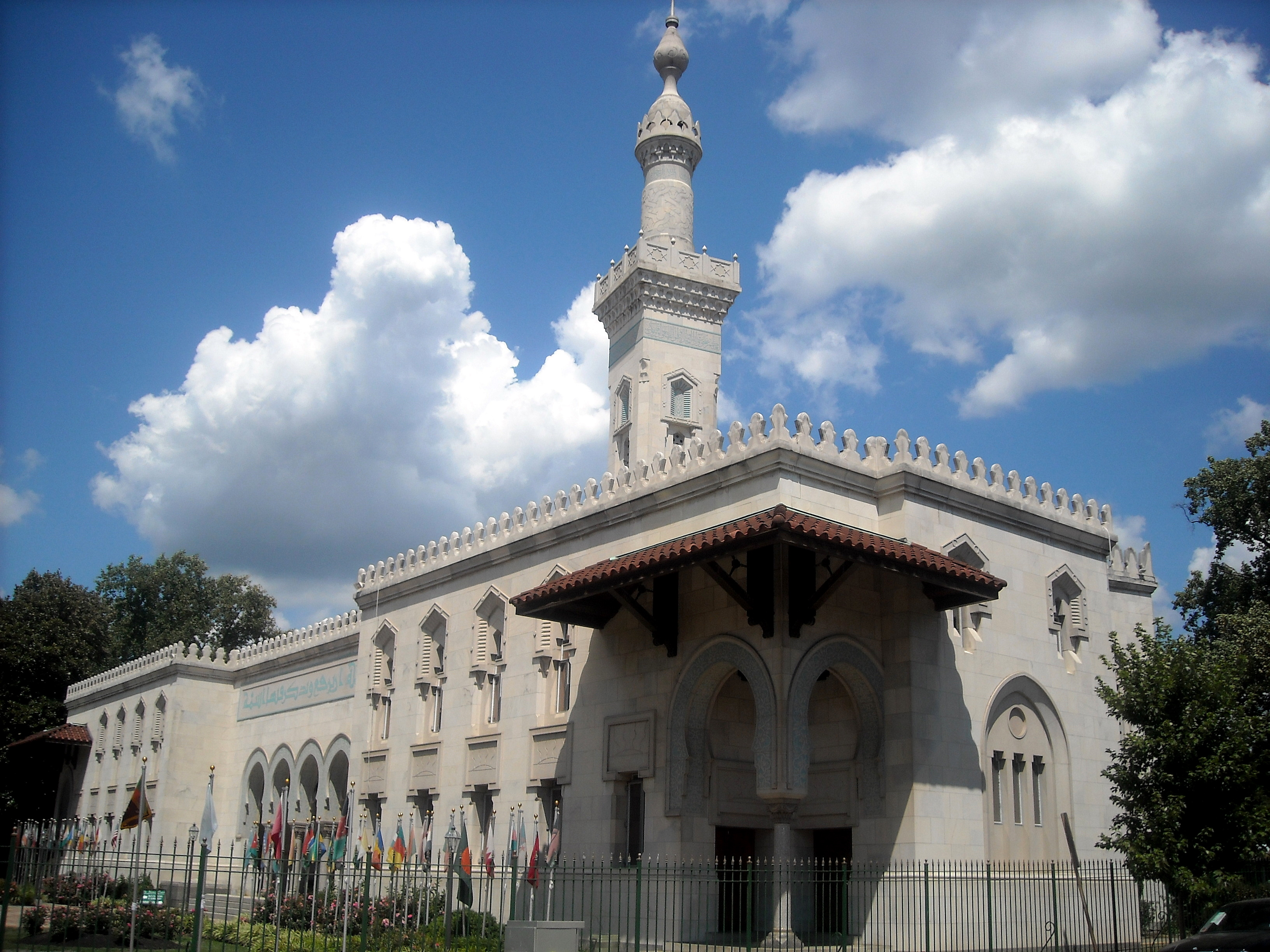
Il Centro islamico di Washington.

Vi è anche una presenza dell'islam la quale è la terza fede più grande negli Stati Uniti, dopo il cristianesimo e l'ebraismo; esso rappresenta lo 0,9% della popolazione. Secondo il rapporto dell'"Association of Statisticians of American Religious Bodies" pubblicati nel marzo del 2017, sulla base dei dati del 2010, i musulmani costituivano la più grande religione minoritaria in 392 contee su 3143. L'Islam in America ha cominciato a svilupparsi efficacemente con l'arrivo degli schiavi africani; si stima che circa il 10% delle vittime della tratta atlantica degli schiavi africani trasportati negli Stati Uniti fossero musulmani.
La maggior parte, tuttavia, è diventata cristiana e l'America non ha avuto una popolazione musulmana significativa fino all'arrivo di immigrati provenienti da aree musulmane dei Balcani e del mondo arabo. Secondo alcuni esperti l'Islam ha ottenuto un profilo più elevato attraverso Nation of Islam, un gruppo religioso che si appella agli afroamericani a partire dalla fine degli anni trenta; i suoi convertiti più celebri includono Malcolm X e Muhammad Ali.
Il primo musulmano eletto al Congresso degli Stati Uniti d'America è stato l'afroamericano Keith Ellison del Partito Democratico nel 2006, seguito da André Carson nel 2008.
La ricerca indica che i musulmani negli Stati Uniti sono generalmente più integrati e prosperi rispetto alle loro controparti presenti nel continente europeo. Come le altre comunità subculturali e religiose anche la comunità islamica ha generato le proprie organizzazioni politiche e di beneficenza.

### Fede Bahá'í

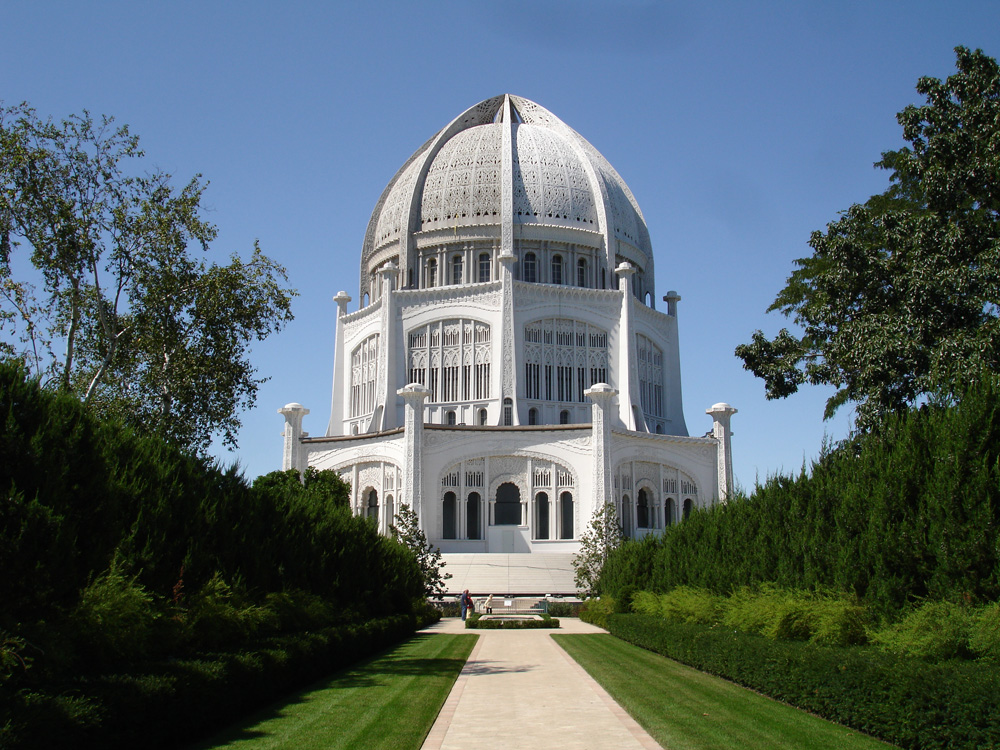
La "Bahá'í House of Worship" (costruita nel 1953) a Wilmette nell'Illinois è la più antica casa di culto Bahá'í esistente al mondo e l'unica negli Stati Uniti d'America.

Gli Stati Uniti ospitano la seconda più grande comunità Bahá'í del mondo. La prima menzione della fede in America fu all'inauguarazione del Parlamento mondiale delle religioni che si tenne alla Fiera Colombiana di Chicago nel 1893. L'anno seguente Ibrahim George Kheiralla, un immigrato siriano, istituì una comunità negli Stati Uniti. Successivamente ha lasciato il gruppo principale e ha fondato un movimento rivale.
Secondo il rapporto dell'"Association of Statisticians of American Religious Bodies" pubblicato nel marzo del 2017, sulla base dei dati del 2010, i Bahá'í erano la più grande religione minoritaria in 80 contee su 3143.

### Rastafarianesimo
Gli aderenti al rastafarianesimo cominciarono a migrare negli Stati Uniti tra gli anni cinquanta e settanta dalla Giamaica. Marcus Garvey, che viene considerato un profeta da molti rastafariani, è riuscito a promuovere e sviluppare molte delle sue idee negli Stati Uniti.

## Religioni asiatiche

### Buddhismo

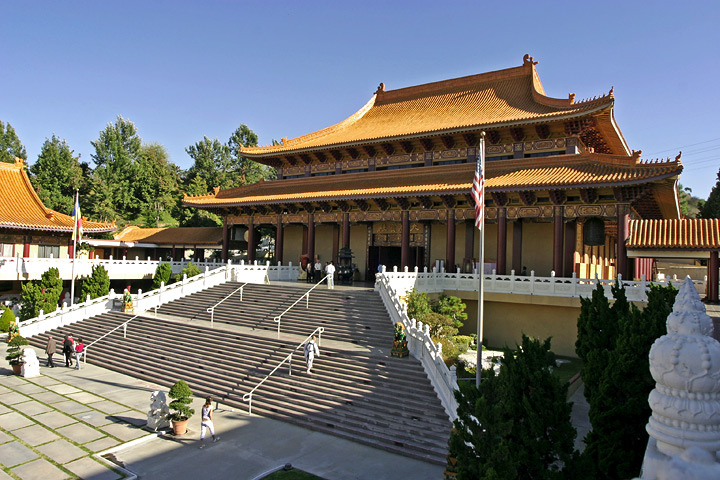
Il tempio Hsi Lai, monastero del buddhismo cinese di Hacienda Heights in California.

Il buddhismo è entrato negli Stati Uniti durante il XIX secolo con l'arrivo dei primi immigrati provenienti dall'Asia orientale. Il primo tempio buddhista fu fondato a San Francisco nel 1853 da un gruppo di sinoamericani.

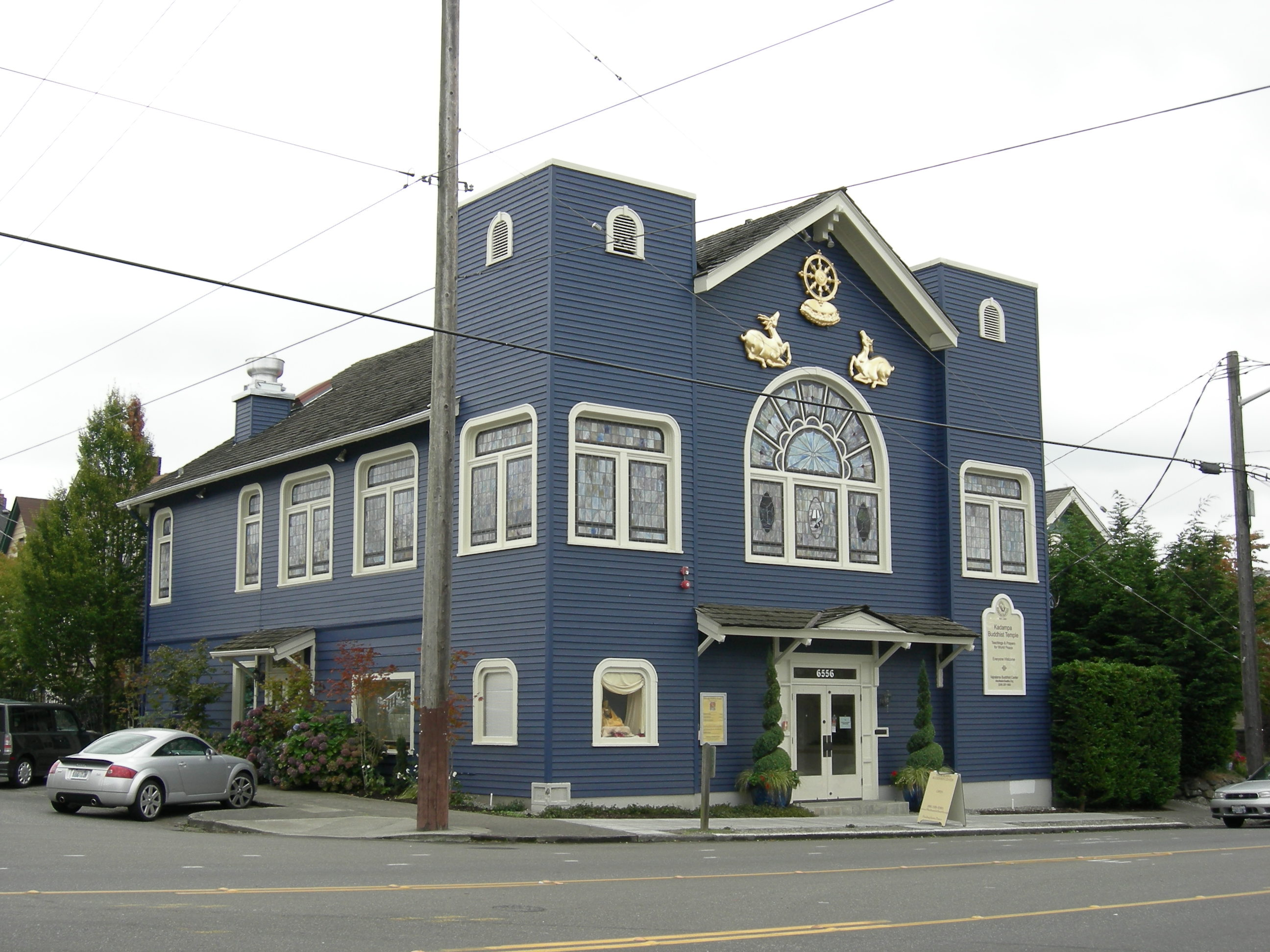
Tempio del buddhismo tibetano a Seattle.

Nella seconda metà del XIX secolo i primi missionari buddhisti provenienti dal Giappone giunsero negli Stati Uniti. Nel corso dello stesso periodo gli intellettuali statunitensi hanno iniziato a interessarsi del buddhismo.
Il primo cittadino americano di un certo rilievo che si convertì pubblicamente al buddhismo fu Henry Steel Olcott nel 1880. Un evento che ha contribuito al rafforzamento del buddhismo è stato il "Parlamento mondiale delle religioni" nel 1893, al quale hanno partecipato molti delegati buddhisti inviati dall'India, dalla Cina, dal Giappone, dal Vietnam, dalla Thailandia e dallo Sri Lanka.
L'inizio del XX secolo è stato caratterizzato da un susseguirsi di tendenze che hanno avuto le loro radici nel secolo precedente. A partire dagli anni cinquanta si sono visti emergere nuovi approcci e il radicamento del movimento buddhista nel mainstream il quale ha prodotto un fenomeno religioso e sociale di massa.
Le stime sul numero di buddhisti (nelle loro varie forme) variano tra lo 0,5% e lo 0,9%, con uno 0,7% riferito sia da CIA World Factbook che da Pew. Secondo il rapporto dell'"Association of Statisticians of American Religious Bodies" pubblicato nel marzo del 2017, sulla base dei dati del 2010, i buddhisti erano la più grande religione minoritaria in 186 contee su 3143.

### Induismo

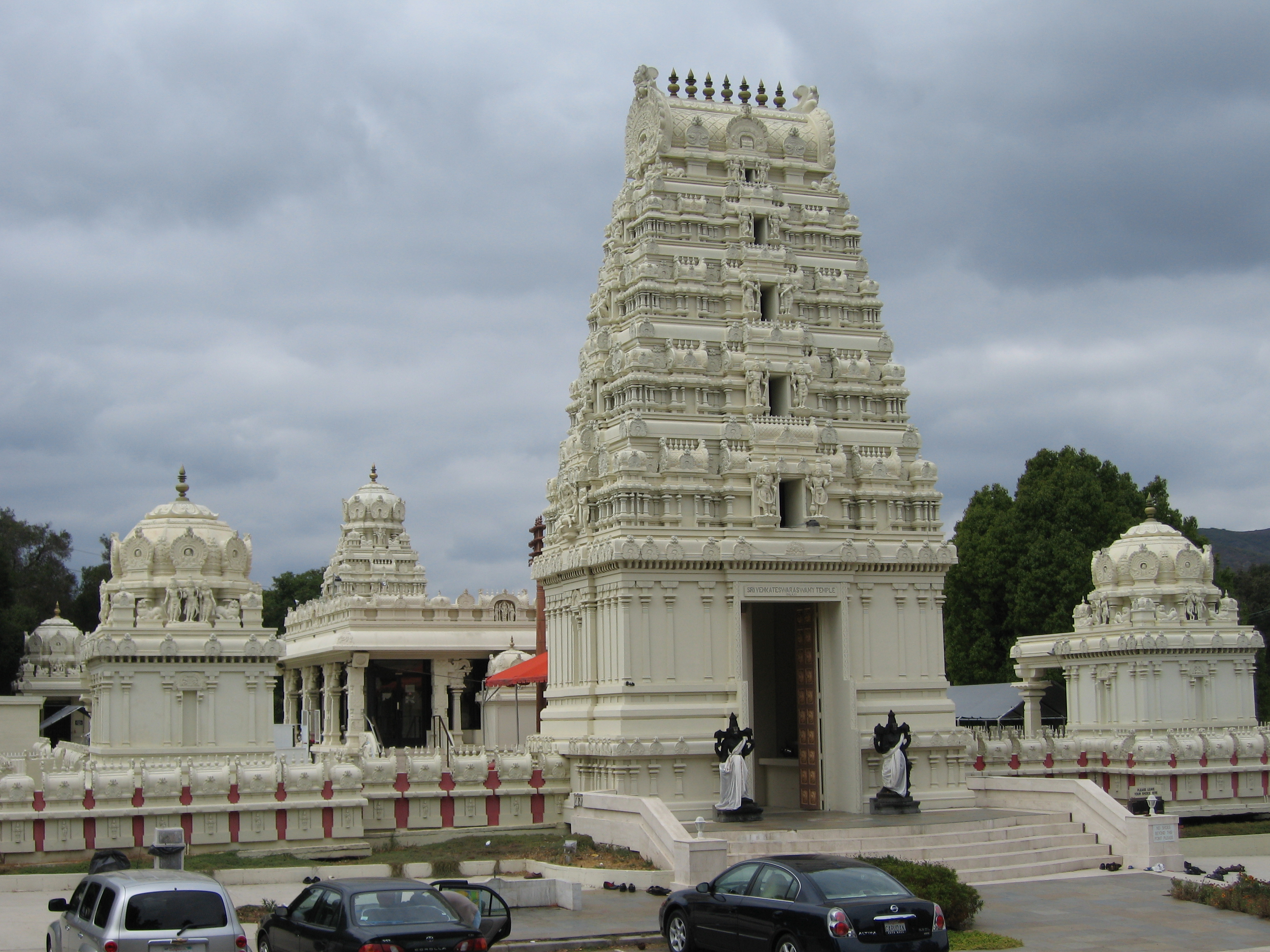
Ingresso del Malibu Hindu Temple a Calabasas in California.

L'induismo è la quarta più grande fede presente negli Stati Uniti, rappresentando lo 0,7% della popolazione. La prima volta che esso entrò in America non è chiaramente identificabile; tuttavia grandi gruppi di indù hanno migrato dall'India e da altri paesi asiatici a partire dall'entrata in vigore dell'"Immigration and Nationality Act of 1965". Durante gli anni sessanta e settanta esercitò un notevole fascino, contribuendo allo sviluppo del pensiero della New Age. Negli stessi decenni è stata fondata anche l'Associazione internazionale per la coscienza di Krishna (un'organizzazione riformata hindu del Viṣṇuismo).
Nel 2001 ci sono stati circa 766.000 indù negli Stati Uniti, circa lo 0,2% della popolazione totale. Secondo il rapporto dell'"Association of Statisticians of American Religious Bodies" pubblicato nel marzo del 2017, sulla base dei dati del 2010, gli induisti erano la più grande religione minoritaria in 92 contee su 3143.
Nel 2003 è stata creata l'"Hindu American Foundation", un'istituzione nazionale che tutela i diritti della comunità indù statunitense.
Gli indù statunitensi hanno alti tassi di livello d'istruzione e di reddito familiare, mentre tendono ad avere tassi di divorzio nettamente più bassi.

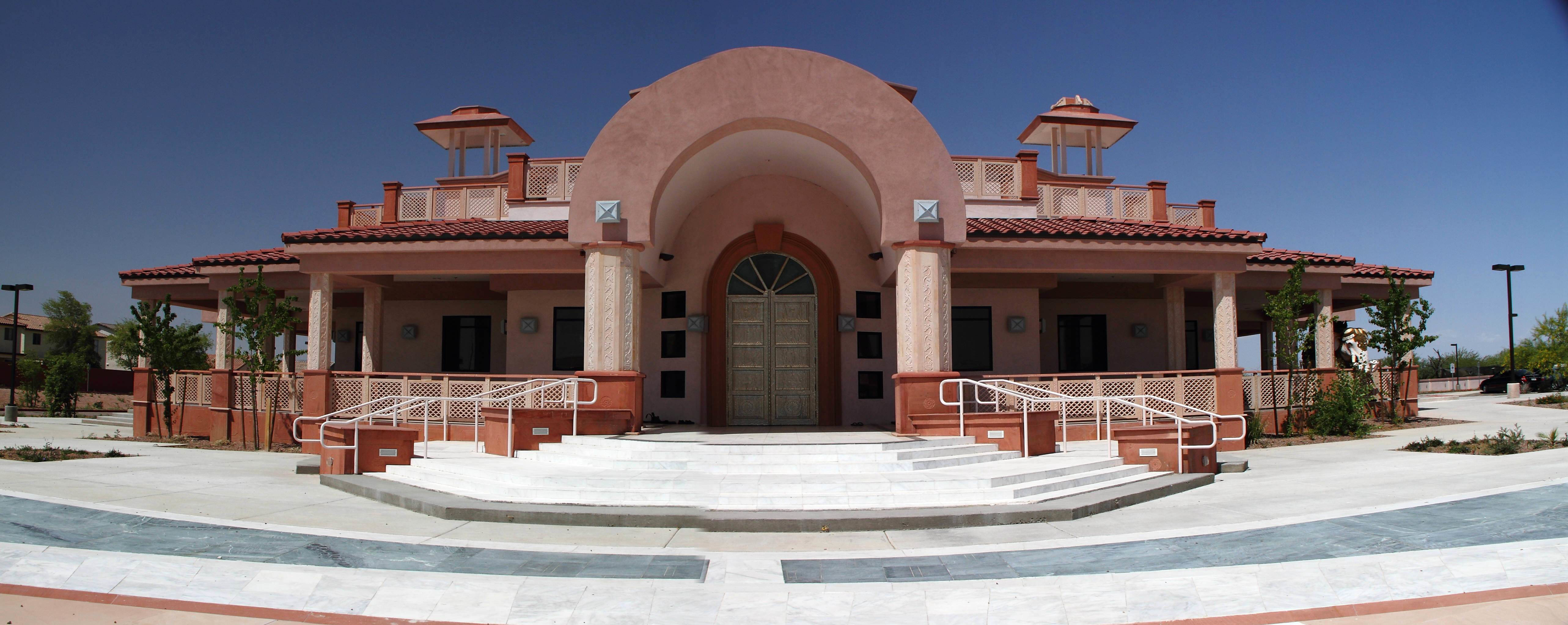
Il Jain Center of Greater Phoenix a Phoenix in Arizona.

### Giainismo
Gli aderenti al giainismo giunsero per la prima volta negli Stati Uniti nel XX secolo. Il periodo più significativo dell'immigrazione dei Jain è stato nei primi anni settanta; da allora in poi l'America è diventato uno dei centri della loro diaspora. La "Federation of Jain Associations in North America" è un'organizzazione "ombrello" comprendente le varie congregazioni locali americane e canadesi Jain volte alla preservazione, alla pratica e alla promozione del Giainismo e del suo stile di vita.

### Sikhismo

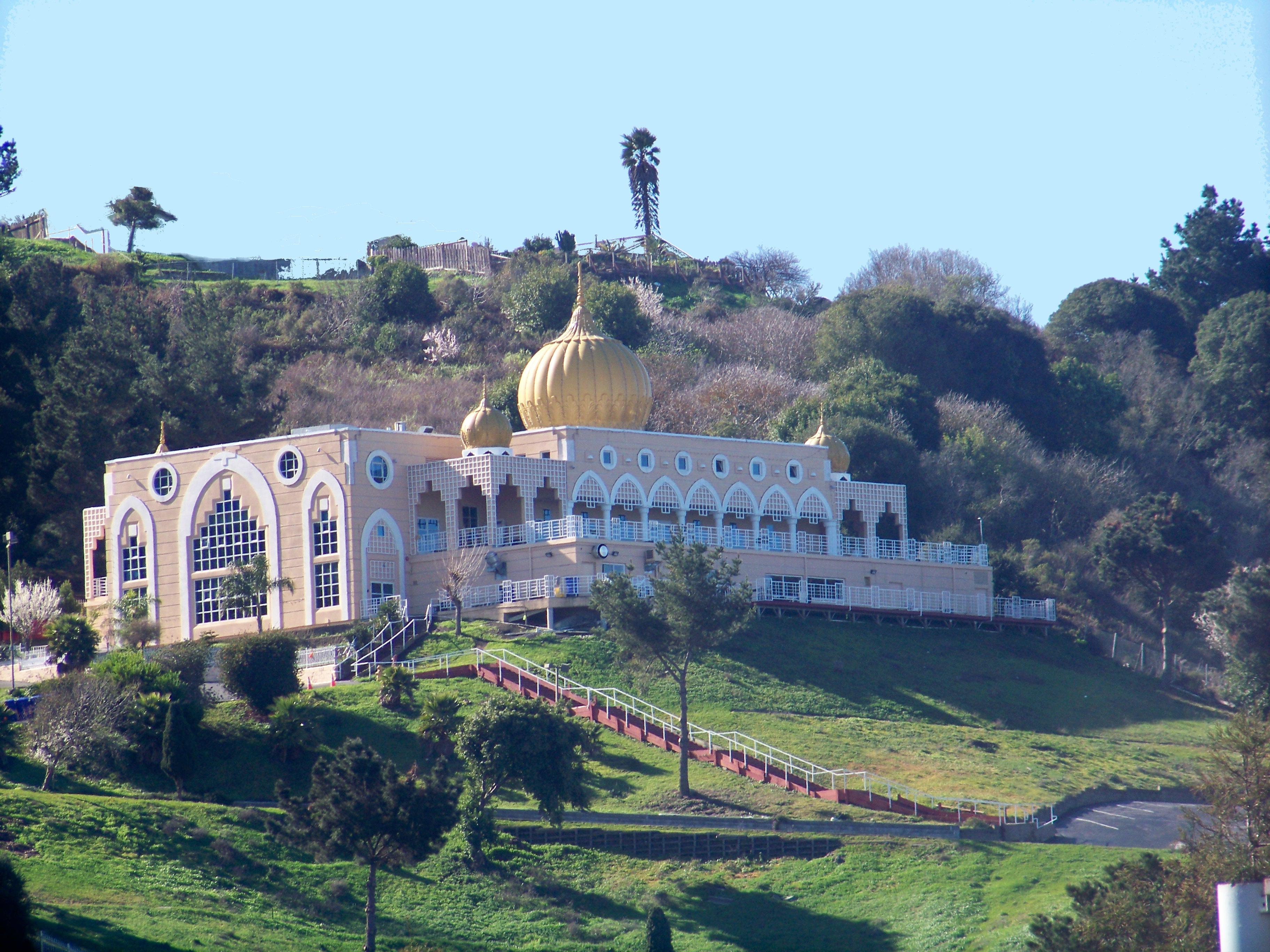
Il Sikh Center of San Francisco Bay Area a El Sobrante in California.

Il Sikhismo è una religione proveniente dal subcontinente indiano; essa è stata introdotta negli Stati Uniti quando, intorno alla fine del XX secolo, i sikh hanno iniziato a emigrare oltreoceano in numero significativo per lavorare nelle fattorie in California. Erano la prima comunità numericamente più numerosa proveniente dal subcontinente indiano. Il primo Gurdwara fu costruito a Stockton (California) nel 1912.
Nel 2007 sono stati stimati tra i 250 e i 500.000 Sikh residenti negli Stati Uniti, con le maggiori popolazioni che vivono sulla East Coast e sulla West Coast e con altre comunità minori a Detroit, Chicago e Austin.
Gli Stati Uniti hanno anche un certo numero di non-Punjabi convertiti al Sikhismo.

### Taoismo
Nel 2004 esistevano circa 56.000 fedeli al Taoismo; esso è stato diffuso in tutto il mondo attraverso gli scritti e gli insegnamenti di Laozi e di altri maestri, nonché grazie alla pratica del Qi Gong, del Taijiquan e di altre forme di arte marziale.

## Irreligiosità

Stati che richiedono un'appartenenza religiosa per poter assumere negli uffici pubblici.

Sotto la denominazione di irreligiosità viene compreso l'ateismo, l'agnosticismo, il deismo e quei gruppi di persone che non dichiarano alcuna religione in particolare.
"Non affiliato" non significa necessariamente "non religioso". Alcune persone che non sono affiliate a una particolare religione esprimono credenze religiose (come la fede in uno o più dei o nella reincarnazione) e si impegnano nelle pratiche religiose (come la preghiera).

### Agnosticismo, ateismo e umanesimo secolare

Ateismo per Stato (stime 2016).

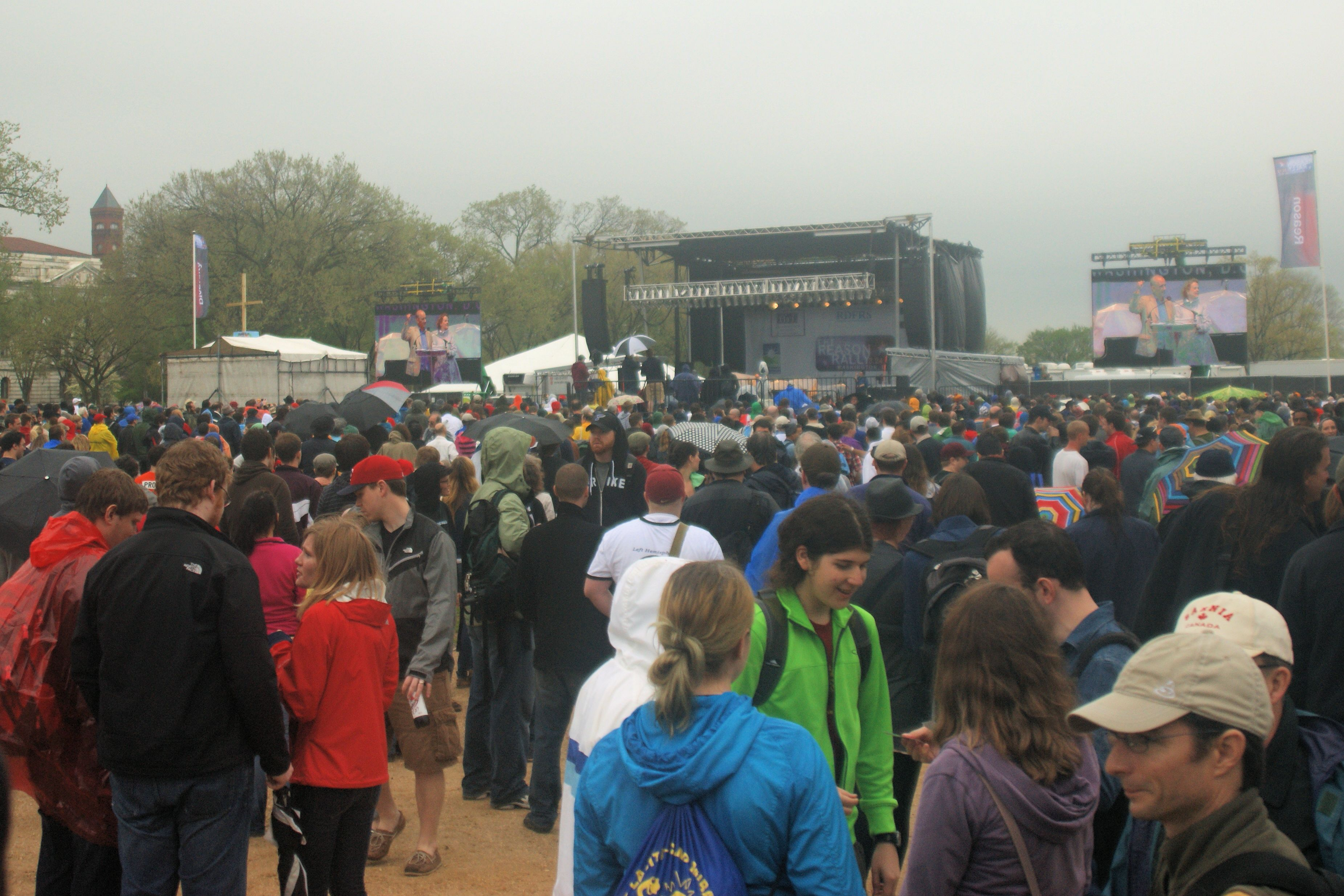
Partecipanti al "Reason Rally" sponsorizzato dagli atei statunitensi nel 2012.

Un sondaggio del 2001 diretto da Ariela Keysar per l'Università della Città di New York ha indicato che, tra le più di 100 categorie di risposte, "nessuna identificazione religiosa" ha avuto il maggior aumento tra la popolazione sia in termini assoluti che in termini percentuali. Questa categoria comprendeva atei, agnostici, umanisti e altri senza specifiche religioni dichiarate. Le cifre crescono da 14,3 milioni nel 1990 a 34,2 milioni nel 2008, con un incremento dell'8% della popolazione totale nel 1990 e del 15% nel 2008.

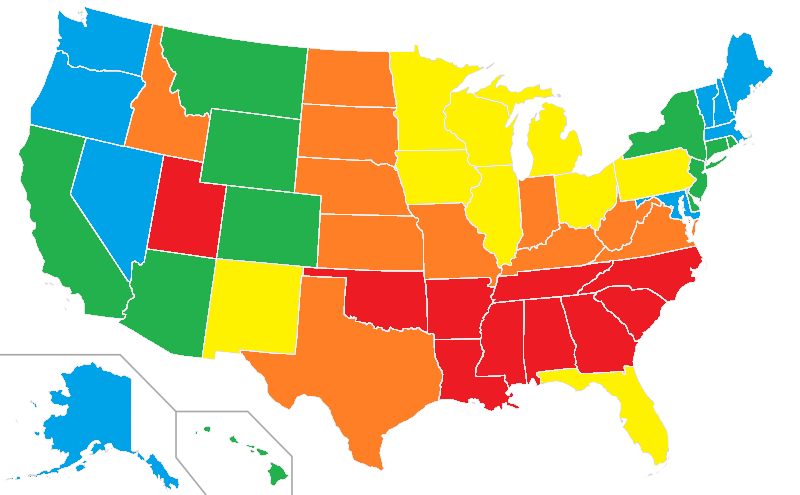
Il rosso è intensamente religioso. L'arancio è molto religioso. Il giallo è nella media. Il verde è al di sotto della media. Il blu è meno religioso (stime 2014).

Uno studio nazionale di Pew Research Center pubblicato nel 2008 ha riportato la quantità di persone non affiliate al 16,1%, mentre un altro studio Pew pubblicato nel 2012 ha descritto in questa collocazione circa il 20% degli intervistati e circa il 33% di coloro che avevano tra i 18 e i 29 anni.
In un sondaggio a livello nazionale del 2006 i ricercatori dell'Università del Minnesota hanno constatato che, nonostante l'accresciuta accettazione della diversità religiosa, gli atei continuavano a subire una generale diffidenza da parte degli altri statunitensi, i quali li consideravano meno affidabili dei musulmani, degli immigrati più recenti e di altri gruppi minoritari nel "condividere la loro visione della società americana". Essi hanno anche associato gli atei con attributi indesiderati come l'amoralità, il comportamento criminale, il materialismo rampante e l'elitismo culturale
Tuttavia lo stesso studio ha anche riferito che "i ricercatori hanno rinvenuto che l'accettazione o il rifiuto degli atei non è solo correlato alla religiosità personale, ma anche all'esposizione alla diversità etnico-culturale, all'istruzione ricevuta e all'orientamento politico; gli statunitensi più istruiti, orientali e occidentali, accettano maggiormente gli atei rispetto alle loro controparti degli Stati Uniti d'America medio-occidentali".
Alcune indagini hanno indicato che i dubbi sull'esistenza del divino stavano rapidamente crescendo tra tutti gli statunitensi sotto i 30 anni.
Il 24 marzo 2012 gli atei statunitensi hanno sponsorizzato il "Reason Rally" a Washington, seguito dalla "Conferenza americana atea" di Bethesda (Maryland). Gli organizzatori hanno attratto una folla stimata di 8-10.000 persone, la più grande riunione mai avvenuta degli atei statunitensi in un unico luogo.

### Deismo
Negli Stati Uniti la filosofia dell'Illuminismo (che era in sé fortemente ispirata da ideali provenienti dal deismo) ha svolto un ruolo importante nella creazione del principio della libertà religiosa, espresso nelle lettere di Thomas Jefferson e incluso nel I emendamento della Costituzione degli Stati Uniti d'America.
I Padri fondatori degli Stati Uniti d'America, o gli elaboratori della Costituzione degli Stati Uniti d'America, che sono particolarmente noti per essere stati influenzati da tale filosofia comprendono, oltre a Jefferson, Benjamin Franklin, Cornelius Harnett, Gouverneur Morris e Hugh Williamson. I loro discorsi politici mostrano un'influenza deistica distinta. Altre figure notevoli che possono essere state più o meno direttamente deiste includono Thomas Paine, James Madison e probabilmente anche Alexander Hamilton e Ethan Allen.

### Fede nell'esistenza di un qualche dio
Sono stati condotti diversi sondaggi per determinare le convinzioni reali degli statunitensi riguardanti l'effettiva o meno esistenza di un qualche dio:
- Un sondaggio del 2008 condotto su 1.000 persone ha concluso che, in base alle loro credenze dichiarate piuttosto che alla loro identificazione religiosa, il 69,5% credono in un Dio personale, circa il 12,3% sono invece atei o agnostici e un altro 12,1% sono deisti credenti in un più alto potere soprannaturale o in una divinità non personale[47].
- Mark Chaves, professore di sociologia e storia delle religioni all'università Duke, ha scoperto che il 92% degli statunitensi credeva in Dio nel 2008, ma che molti meno statunitensi ripongono la propria piena fiducia nei loro leader religiosi rispetto alla generazione precedente[102].
- Secondo un sondaggio ARIS del 2008 la credenza in Dio varia notevolmente per regione. Il tasso più basso è negli Stati Uniti d'America occidentali con il 59% che afferma di credere in Dio, mentre il più alto è negli Stati Uniti meridionali con l'86%[103].
- Un sondaggio online di Harris del 2009 su 2.303 adulti statunitensi[104] ha scoperto che "l'82% credono in Dio", lo stesso numero dei due sondaggi precedenti del 2005 e del 2007. Un altro 9% ha detto di non credere affatto in Dio e il 9% ha dichiarato di non essere sicuro. Ha inoltre concluso che "le grandi maggioranze credono anche nei miracoli (76%), nel paradiso (75%), che Gesù è Dio o il Figlio di Dio (73%), negli angeli (72%), nella sopravvivenza dell'anima dopo la morte (71%) e nella risurrezione di Gesù (70%).

Meno della metà (45%) crede nella teoria dell'evoluzione di Charles Darwin, ma questo dato è maggiore rispetto al 40% di coloro che invece credono nel creazionismo. Molte persone si considerano cristiani senza necessariamente avere alcune delle credenze fondamentali del cristianesimo, ma ciò non è vero per i cristiani della Rinascita. Oltre alle credenze religiose vi sono ampie minoranze, tra cui molti cristiani, che hanno fedi vicine al neopaganesimo o convinzioni relative ai fantasmi, all'astrologia, alla stregoneria e alla reincarnazione.
- Un sondaggio Gallup del 2010 ha trovato che l'80% degli statunitensi credono in un dio, il 12% crede in uno spirito universale, il 6% invece non crede in nessuna delle due affermazioni precedenti, l'1% ha scelto "altro" e l'1% non ha avuto opinioni. L'80% è il dato più basso a partire dagli anni quaranta, quando è stata posta per la prima volta questa domanda.
- Un sondaggio Gallup del 2011 ha scoperto che il 92% degli statunitensi ha risposto sì alla domanda di base "Credi in Dio?", mentre il 7% ha risposto no e l'1% non ha avuto opinioni in merito[105].
- Un sondaggio del Pew Research Center del 2012 ha scoperto che i dubbi sull'esistenza di un qualche dio erano cresciuti tra i più giovani, mentre il 68% ha detto che non dubita mai; nel 2007 questi ultimi erano l'83%[99][106].
- Un sondaggio di WIN-Gallup International del 2012 ha mostrato che il 5% degli statunitensi si è considerato un ateo "convinto", numero che ha avuto un aumento di cinque volte rispetto all'ultima indagine condotta nel 2005, mentre un altro 5% ha detto di non sapere o non ha risposto[107].
- Nel 2014 il "Pew Research Center del Paesaggio Religioso" ha mostrato che il 63% degli statunitensi crede in Dio e che "sono assolutamente certi", mentre la cifra è salita all'89% compresi quelli che si dichiaravano agnostici[108].

### Spiritualità senza religiosità
"Spirituale ma non religioso" (SBNR) è l'auto-identificazione in una posizione di spiritualità che si confronta con la religione organizzata la quale da sempre si considera come il mezzo privilegiato - quando non l'unico possibile - per promuovere la crescita spirituale. La spiritualità pone l'accento sul benessere dell'insieme "mente-corpo-spirito", così che le attività riferibili all'olismo come il tàijíquán, il reiki e lo yoga sono comuni all'interno del movimento SBNR. A differenza della religione la spiritualità è stata spesso maggiormente associata alla vita interiore dell'individuo.
Un quinto del pubblico americano e 1/3 degli adulti al di sotto dei 30 anni non sono affiliati ad alcuna religione, tuttavia si identificano come spirituali in qualche modo. Di questi statunitensi non religiosi il 37% si classifica come "spirituale ma non religioso".

## Altre fedi
Molte altre religioni sono rappresentate negli Stati Uniti d'America, tra cui il caodaismo, il kemetismo, la santeria, lo shintoismo, il Thelema, la via romana agli dei, il vudù, lo zoroastrismo e molte forme di spiritualità di tipo New Age; il tutto grazie all'enorme varietà di gruppi etnici presenti in ogni religione.

### Religiosità dei nativi americani
Le forme religiose dei nativi americani hanno storicamente dimostrato una grande diversità e sono spesso caratterizzate da animismo o panenteismo. L'appartenenza nel XXI secolo comprende all'incirca 9.000 persone.

### Neopaganesimo
Il neopaganesimo statunitense è rappresentato da movimenti e organizzazioni molto diversificate, le cui numerose diramazioni sono tutte ben attestate. La più grande religione neopagana è la wicca, seguita dal neodruidismo. Altri movimenti neopagani includono l'etenismo, il celtismo, il dodecateismo e il giudeopaganesimo.

#### Druidi
Secondo l'"American Religious Identification Survey" (ARIS) negli U.S.A vi sono circa 30.000 druidi. Il moderno druidismo è giunto nell'America del Nord inizialmente sotto forma di organizzazioni fraterne nel corso del XIX secolo e associazioni come l'"Ancient Order of Druids in America" vennero fondati come distinti gruppi statunitensi già nel 1912. Nel 1963 i "Reformed Druids of North America" viene creato dagli studenti del Carleton College a Northfield (Minnesota); adottarono nelle loro pratiche elementi neopagani, ad esempio festeggiando l'evento della ruota dell'anno.

#### Wicca
Proposta nel corso degli anni sessanta in tutto il Nordamerica da Raymond Buckland, un britannico espatriato che aveva fatto visita a Gerald Gardner nell'Isola di Man per poter ottenere l'iniziazione. L'"Universal Eclectic Wicca" ha cominciato a venire diffusa nel 1969 nella sua qualità di disegno di appartenenza diversifica rispetto al dianismo e alla wicca britannica tradizionale.

### Movimento New Thought
Un gruppo di Chiese che ebbero il loro inizio nel 1830 in territorio statunitense vengono oggi conosciute sotto il termine New Thought. Esse condividono una predisposizione alla spiritualità, alla metafisica e al misticismo, assieme all'interpretazione della Bibbia; sono fortemente influenzate dal movimento del trascendentalismo e in particolare dall'opera di Ralph Waldo Emerson. Un altro antecedente di questo movimento fu l'"Ecclesia Nova", basata sugli scritti di Emanuel Swedenborg e creato nel 1787.
Il concetto di "New Thought" è stato coniato e definito da Emma Curtis Hopkins, dopo che interruppe i suoi rapporti con la "Chiesa di Cristo scientista" di Mary Baker Eddy. Il movimento era stato precedentemente noto come le "scienze mentali" o le "scienze cristiane". I tre rami principali sono la Scienza religiosa, l'Unity Church e la Chiesa di scienza divina.

### Unitariani universalisti
Gli Unitariani universalisti non condividono un credo religioso, piuttosto sono uniti dalla loro ricerca condivisa per la crescita spirituale e dalla comprensione che la teologia di un individuo è frutto di tale ricerca e non dell'obbedienza richiesta nei confronti di un'istituzione ecclesiale autoritaria.

## Maggiori movimenti religiosi fondati negli Stati Uniti

### Cristiani
- Pentecostalismo - movimento che sottolinea il ruolo dello Spirito Santo, trova le sue radici storiche nell'"Azusa Street Revival" di Los Angeles dal 1904 al 1906, avviato da Charles Fox Parham. Si stima che abbia oltre 279 milioni di seguaci in tutto il mondo, molti dei quali anche in Africa e nell'America Latina[125].
- Avventismo - ha iniziato come un movimento inter-denominazionale. Il suo leader principale è stato William Miller, che nel 1830 a New York si è convinto di una imminente "Seconda venuta" di Gesù. Il più importante gruppo moderno che emerge da esso è la Chiesa cristiana avventista del settimo giorno.
- Il movimento dei Santi degli ultimi giorni, fondato nel 1830 da Joseph Smith a New York. La denominazione è presente pressoché in tutto il territorio statunitense; la Chiesa di Gesù Cristo dei santi degli ultimi giorni ha la sua sede principale a Salt Lake City nello Utah e ha membri in molti paesi. La Comunità di Cristo, la seconda più grande denominazione del mormonismo, ha sede a Independence (Missouri); in tutto il mondo essi sostengono circa 15 milioni di fedeli.
- I Testimoni di Geova - è nato dal movimento religioso noto come "Studenti della Bibbia", fondato in Pennsylvania alla fine degli anni 1870 da Charles Taze Russell. Connesso leggermente nei suoi primi anni con l'Avventismo, con il quale condivide alcune somiglianze. Essi sostengono circa 8.800.000 membri attivi in tutto il mondo[126]
- Il Cristianesimo scientista - fondato da Mary Baker Eddy alla fine del XIX secolo. La Chiesa afferma di avere all'incirca 400.000 membri in tutto il mondo.
- Chiesa di Cristo/Chiesa cristiana dei Discepoli di Cristo - un movimento del restaurazionismo senza alcun corpo di auto-governo. Si è solidificato come fenomeno storico nel 1832 quando si sono fusi i restauratori dei due movimenti precedenti capitanati da Barton Warren Stone e da Alexander Campbell. Ha circa 3 milioni di seguaci in tutto il mondo.

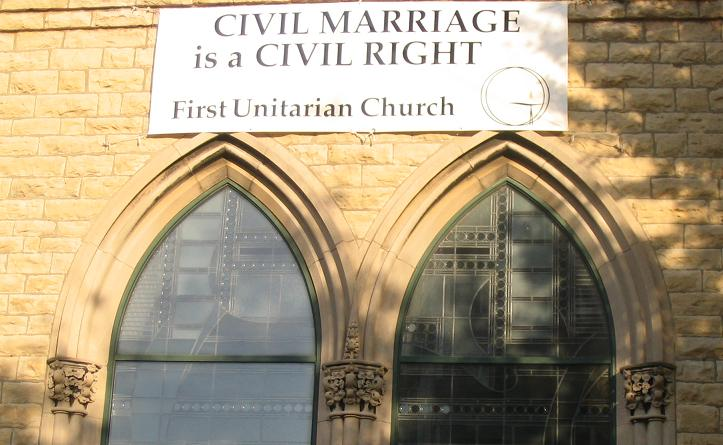
Gli Stati Uniti garantiscono la libertà religiosa e alcune Chiese assumono forti posizioni su temi politico-civili. L'Unitarian Universalist Association ad esempio difende i diritti LGBT nel mondo (il cartello dice: il matrimonio civile è un diritto civile).

- Metropolitan Community Church - fondata da Troy Perry a Los Angeles nel 1968. È rivolta principalmente al movimento LGBT.
- Unitarianismo - sviluppatosi dalla Chiesa congregazionalista. Nel 1825 è nata l'"American Unitarian Association" a Boston.
- La prima conferenza regionale della Chiesa universalista in America viene fondata nel 1793.

### Altri
- New Thought - due dei primi predicatori delle credenze "New Thought" nel corso della metà e del tardo XIX secolo sono stati Phineas Quimby ed Emma Curtis Hopkins. I tre rami principali sono la Scienza religiosa, l'Unity Church e la Chiesa di scienza divina.
- Chiesa di Scientology - fondata da L. Ron Hubbard nel 1954. Numeri stimati da poche decine di migliaia a 15 milioni (la seconda è la stima della religione nel 2004).
- Ebraismo ricostruzionista - fondato da Mordecai Kaplan e avviatosi negli anni 1920.
- Peyotismo - fondato da Quanah Parker e che prende avvio nel corso degli anni 1890. Si stima che abbia almeno 250.000 seguaci.
- Dawn Horse Communion, fondata da Adi Da Samraj.
- Nation of Islam - una setta interna all'Islam, creata e seguita prevalentemente dagli afroamericani.
- Chiesa di Satana - fondata a San Francisco nel 1966 da Anton LaVey.
- Eckankar - fondato a Las Vegas nel 1965 da Paul Twitchell.
- Self-Realization Fellowship - fondata a Los Angeles da Paramahansa Yogananda nel 1920.
- L'Associazione universalista unitariana nasce nel 1961 dall'unificazione dell'"American Unitarian Association" e dell'"Universalist Church of America". Le denominazioni, storicamente cristiane, oggi non lo sono più; è la più grande denominazione degli Unitariani universalisti del mondo.

## Posizioni governative
Il I emendamento della Costituzione degli Stati Uniti d'America garantisce sia la libera pratica della religione che le istituzioni non religiose da parte del governo federale (le decisioni più tardi della Corte suprema degli Stati Uniti d'America hanno esteso tale disposizione anche ai singoli Stati federati degli Stati Uniti d'America). Il Pledge of Allegiance, il giuramento di fedeltà alla bandiera degli Stati Uniti d'America è stato modificato nel 1954 per aggiungere la frase "sotto Dio", per distinguersi dall'ateismo di Stato professato dall'Unione Sovietica.
Vari presidenti degli Stati Uniti d'America hanno spesso affermato l'importanza della religione. Il 20 febbraio 1955 Dwight Eisenhower ha affermato che "il riconoscimento dell'Essere Supremo è la prima e più elementare espressione dell'Americanismo". Gerald Ford ha convenuto e ripetuto questa stessa dichiarazione nel 1974.

## Religioni e politica
Nell'agosto 2010 il 67% degli statunitensi ha dichiarato che la religione stava perdendo influenza, contro il 59% nel 2006. La maggior parte dei protestanti evangelicali bianchi (79%), la confessione bianca protestante tradizionale (67%), i protestanti afroamericani (56%), i cattolici (71%) e i religiosamente non affiliati (62%) hanno convenuto che la religione stava perdendo influenza sulla vita americana. Il 53% ha dichiarato che questo è un fatto negativo, mentre solo il 10% lo interpreta come un avvenimento positivo.
I politici spesso discutono della loro religione durante la campagna elettorale; il fondamentalismo cristiano e i protestanti afroamericani sono politicamente estremamente attivi. Tuttavia, per mantenere il loro status come organizzazioni esenti da imposta, essi non devono ufficialmente approvare nessun candidato. Storicamente i cattolici erano fortemente affiliati al Partito Democratico prima degli anni settanta, mentre i principali protestanti costituivano il nucleo del Partito Repubblicano. Questi modelli sono scomparsi; i cattolici, ad esempio, si dividono al 50% per ognuno dei due. Tuttavia gli evangelicali bianchi dal 1980 in poi hanno costituito un gruppo solidamente repubblicano che favorisce i candidati conservatori. Gli elettori secolari sono invece sempre più democratici.
Solo quattro candidati presidenziali sono stati cattolici, tutti per il partito democratico:
- Al Smith nelle Elezioni presidenziali negli Stati Uniti d'America del 1928 è stato sottoposto a una forte retorica anti-cattolica, il che lo ha gravemente danneggiato nelle aree con una più forte concentrazione del Battismo negli Stati Uniti meridionali e nelle zone influenzate dal Luteranesimo degli Stati Uniti d'America medio-occidentali, ha invece ottenuto dei buoni risultati nelle fortificazioni urbane cattoliche degli Stati Uniti d'America nord-orientali.

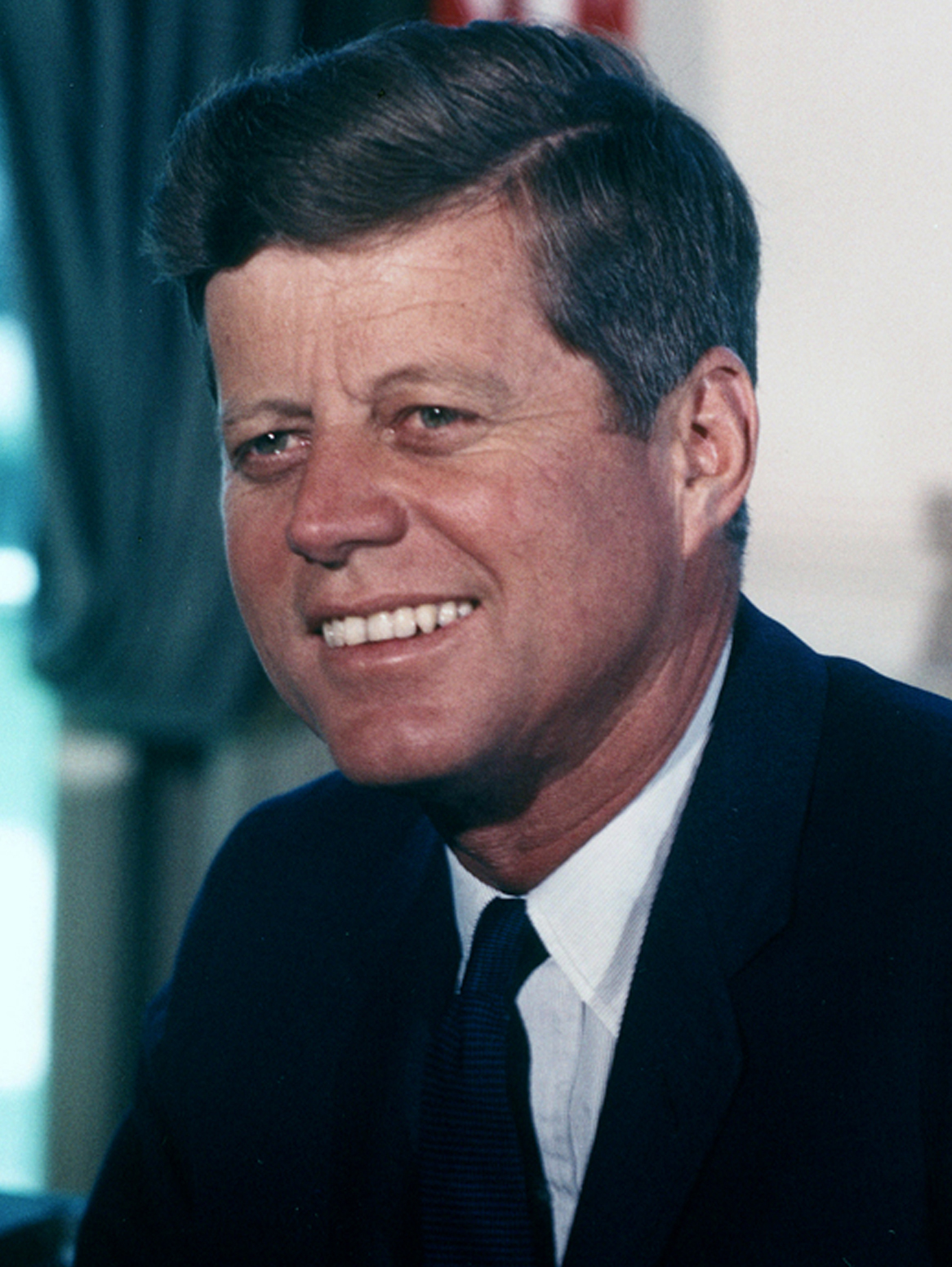
John Fitzgerald Kennedy, il primo presidente degli Stati Uniti d'America cattolico.

- John Fitzgerald Kennedy si è assicurato la nomination presidenziale democratica nel 1960. Nelle Elezioni presidenziali negli Stati Uniti d'America del 1960 si è trovato ad affrontare l'accusa che come presidente cattolico avrebbe sempre fatto come avrebbe voluto il papa.
- John Kerry ha vinto la nomination presidenziale democratica nel 2004. Nelle Elezioni presidenziali negli Stati Uniti d'America del 2004 la sua religione non è stata per nulla un problema e la maggior parte dei cattolici ha votato per il suo avversario protestante George W. Bush[136].
- Joe Biden ha vinto le Elezioni presidenziali americane del 2020 diventando così il secondo presidente degli Stati Uniti d'America cattolico.

Joe Biden è il primo vicepresidente degli Stati Uniti d'America dal (20 gennaio 2009 –20 gennaio 2017) sotto la presidenza Obama e come Presidente degli Stati Uniti d'America a essere un cattolico.
Joe Lieberman è stato il primo candidato ebreo alle Elezioni presidenziali negli Stati Uniti d'America del 2000, vice di Al Gore (anche se John Kerry e Barry Goldwater avevano entrambi origini ebraiche, erano praticanti cristiani). Bernie Sanders correva contro Hillary Clinton per ottenere la nomination democratica del 2016; egli è stato il primo candidato ebreo a competere alle primarie presidenziali; tuttavia ha affermato durante la campagna elettorale che non pratica attivamente alcuna religione.

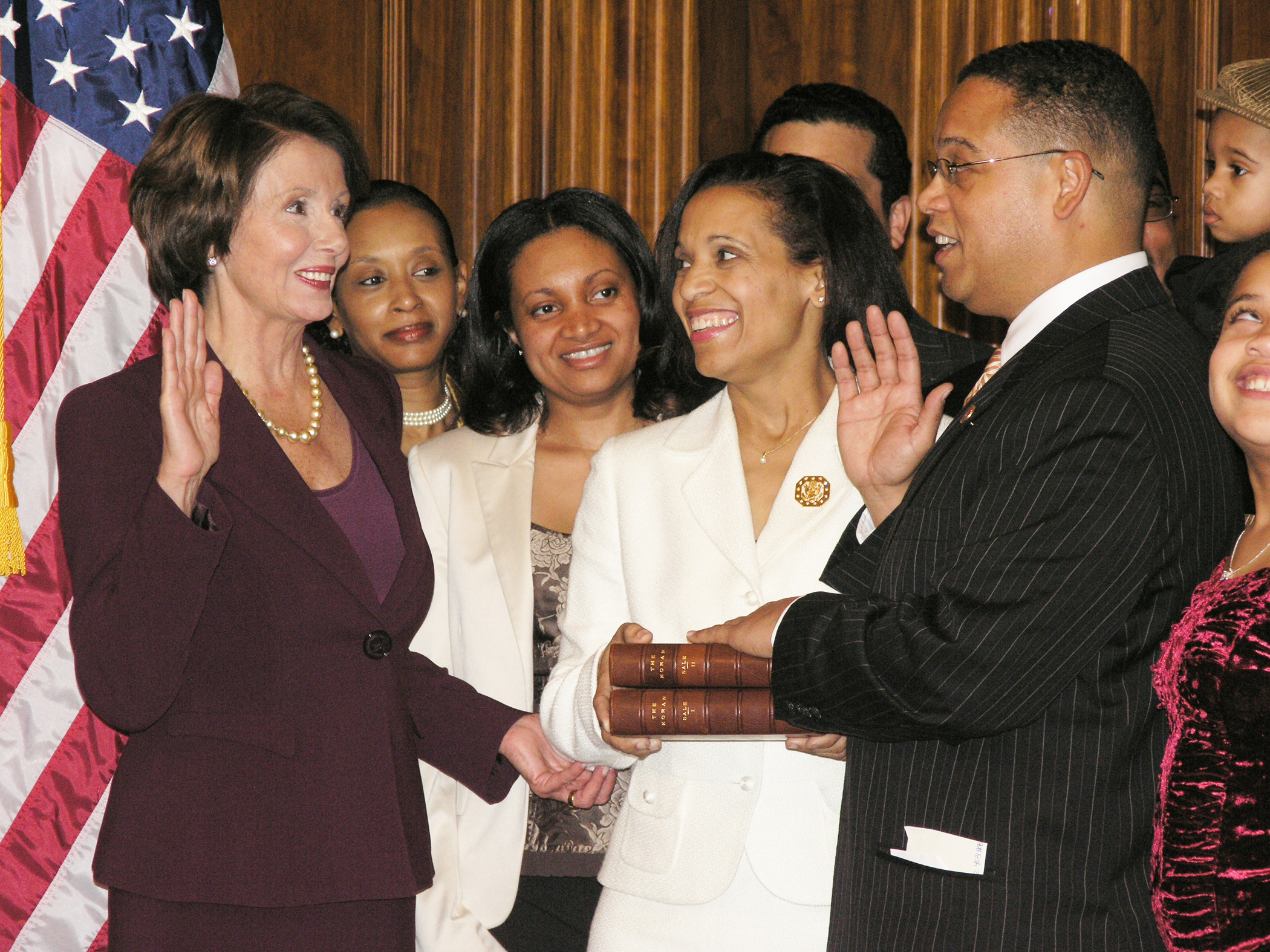
Keith Ellison. il primo musulmano eletto al Congresso degli Stati Uniti d'America, mentre giura sul Corano.

Nel 2006 Keith Ellison del Minnesota è diventato il primo musulmano eletto al Congresso degli Stati Uniti d'America; quando ha fatto la sua dichiarazione di giuramento ha usato la copia del Corano di cui era proprietario Thomas Jefferson. André Carson è il secondo musulmano a servire nel Congresso.
Un sondaggio di Gallup pubblicato nel 2007 ha indicato che il 53% degli statunitensi avrebbe rifiutato di votare per un ateo come presidente, a partire dal 48% nel 1987 e nel 1999. Ma poi il numero ha cominciato a diminuire e ha raggiunto un record inferiore del 43% nel 2012 e addirittura il 40% nel 2015
Il vincitore delle Elezioni primarie del Partito Repubblicano del 2012 nonché candidato presidenziale alle Elezioni presidenziali negli Stati Uniti d'America del 2012 Mitt Romney è membro della Chiesa di Gesù Cristo dei santi degli ultimi giorni. È l'ex governatore dello stato del Massachusetts e suo padre George W. Romney era il governatore del Michigan. Entrambi erano coinvolti nel mormonismo sia nei loro Stati che nello Utah.

## Statistiche
Il censimento degli Stati Uniti d'America non richiede l'indicazione della religione professata. Varie società hanno condotto indagini per determinare le percentuali approssimative di coloro che si dichiarano affiliati a ciascun gruppo religioso.

### Distribuzione geografica

Confessione di maggioranza relativa nei singoli Stati, 2001. I dati non sono disponibili per l'Alaska e le Hawaii: Celesti e blu-cattolici; viola e rossi-battisti; arancione-metodisti; gialli-luterani; verdi-mormoni; grigi-non religiosi.

La distribuzione geografica della pluralità di preferenza religiosa presenta una marcata differenza geografica. Mentre negli Stati Uniti meridionali è prevalente il Battismo, i cattolici sono la maggioranza relativa sia nella maggior parte degli Stati del Nord, sia in Florida, Texas, Nuovo Messico, Arizona e California. Tuttavia nel nord-ovest l'ateismo e l'agnosticismo sono più numerosi dei fedeli di ciascuna singola confessione; nel Dakota del Nord e nel Dakota del Sud il Luteranesimo costituisce la fede più numerosi e infine nello Utah c'è un'ampia maggioranza di fedeli del Mormonismo.

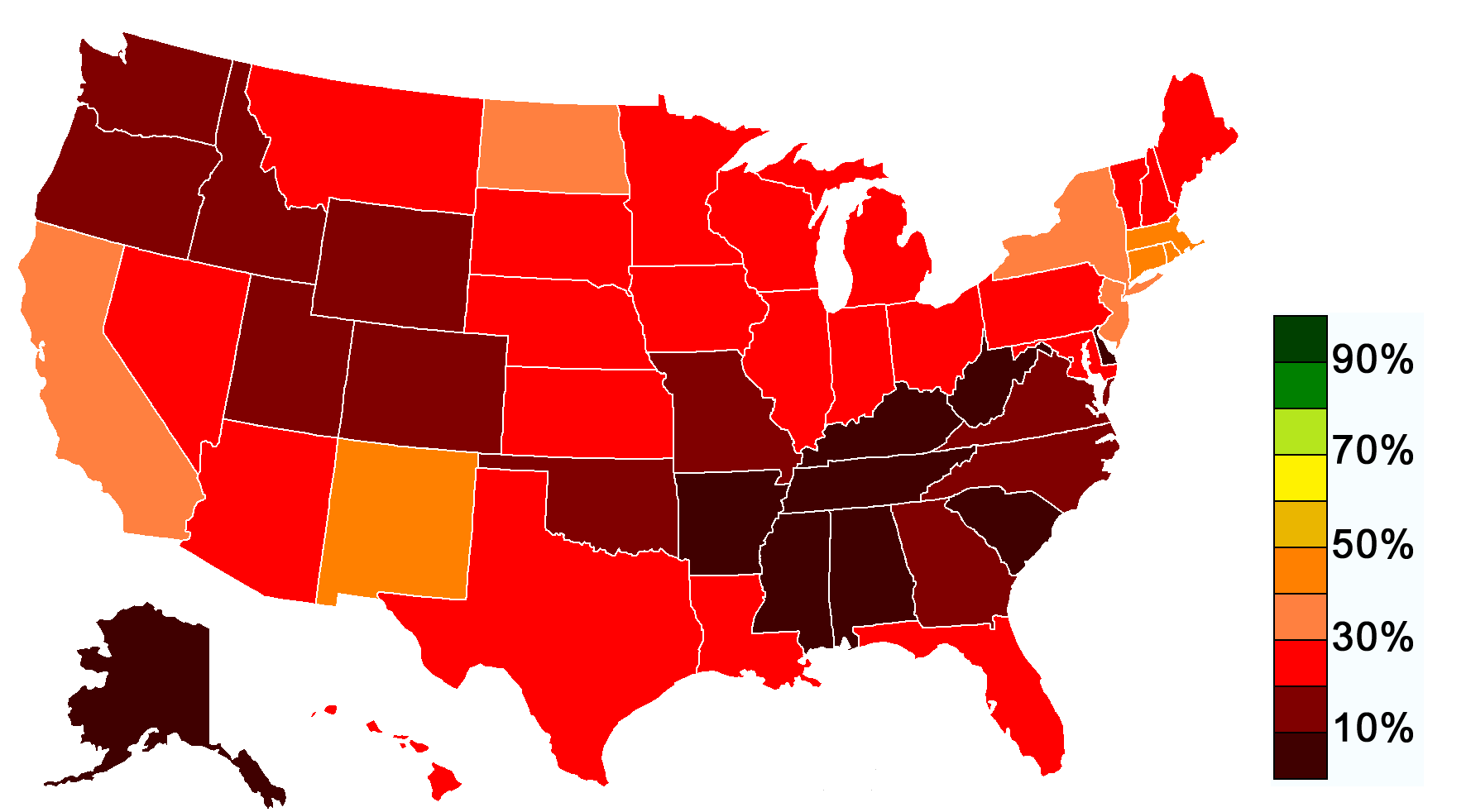
Presenza cattolica in percentuale (2015).

### PROLADES (1962-2012)
| Religioni negli Stati Uniti (1962-2012) | Religioni negli Stati Uniti (1962-2012) | Religioni negli Stati Uniti (1962-2012) | Religioni negli Stati Uniti (1962-2012) | Religioni negli Stati Uniti (1962-2012) | Religioni negli Stati Uniti (1962-2012) | Religioni negli Stati Uniti (1962-2012) |
| Data                                    | Cristianesimo                           | Protestantesimo                         | Cattolicesimo                           | Altri gruppi cristiani                  | Gruppi non cristiani                    | Nessuna religione/Non risponde          |
| --------------------------------------- | --------------------------------------- | --------------------------------------- | --------------------------------------- | --------------------------------------- | --------------------------------------- | --------------------------------------- |
| 1962                                    | 93.0%                                   | 70.0%                                   | 23.0%                                   | 0.0%                                    | 5.0%                                    | 2.0%                                    |
| 1970                                    | 91.0%                                   | 65.0%                                   | 26.0%                                   | 0.0%                                    | 4.0%                                    | 7.0%                                    |
| 1980                                    | 89.3%                                   | 61.0%                                   | 28.0%                                   | 0.3%                                    | 2.0%                                    | 3.0%                                    |
| 1990                                    | 86.2%                                   | 59.4%                                   | 26.5%                                   | 0.3%                                    | 3.2%                                    | 7.5%                                    |
| 1995                                    | 85.0%                                   | 56.0%                                   | 27.0%                                   | 1.0%                                    | 7.0%                                    | 8.0%                                    |
| 2000                                    | 76.5%                                   | 53.9%                                   | 21.4%                                   | 1.2%                                    | 2.6%                                    | 13.2%                                   |
| 2001                                    | 78.7%                                   | 52.2%                                   | 24.5%                                   | 2.9%                                    | 3.7%                                    | 14.2%                                   |
| 2007                                    | 78.5%                                   | 51.3%                                   | 23.9%                                   | 3.3%                                    | 5.4%                                    | 16.1%                                   |
| 2008                                    | 78.0%                                   | 52.9%                                   | 25.1%                                   | 3.1%                                    | 3.9%                                    | 17.2%                                   |
| 2010                                    | 78.5%                                   | 52.7%                                   | 23.2%                                   | 2.6%                                    | 2.2%                                    | 17.4%                                   |
| 2011                                    | 75.6%                                   | 48.3%                                   | 25.2%                                   | 2.8%                                    | 4.4%                                    | 21.0%                                   |
| 2012                                    | 77.3%                                   | 51.9%                                   | 23.3%                                   | 2.1%                                    | 4.9%                                    | 18.2%                                   |

### Sondaggio ARDA 2010
L'"Association of Religion Data Archives" (ARDA) ha esaminato le congregazioni per numero di membri. Alle differenti chiese sono stati chiesti i loro dati di appartenenza. Sono state apportate correzioni per quelle congregazioni che non hanno risposto e per i gruppi religiosi che hanno riportato solo l'adesione degli adulti.
ARDA stima che la maggior parte delle chiese che non rispondevano erano congregazioni protestanti afroamericane. La differenza significativa nei risultati di altri database comprende la minore rappresentanza degli aderenti di 1) tutti i tipi (62,7%), 2) cristiani (59,9%), 3) protestanti (meno del 36%); e il maggior numero di non affiliati (37,3%).
| Gruppi religiosi                                                                     | Numero per l'anno 2010 | % per l'anno 2010 |
| ------------------------------------------------------------------------------------ | ---------------------- | ----------------- |
| Popolazione totale nel 2010                                                          | 308,745,538            | 100.0%            |
| Evangelicalismo                                                                      | 50,013,107             | 16.2%             |
| Chiese protestanti mainline                                                          | 22,568,258             | 7.3%              |
| Chiese protestanti afroamericane                                                     | 4,877,067              | 1.6%              |
| Totale protestanti                                                                   | 77,458,432             | 25.1%             |
| Chiesa cattolica romana                                                              | 58,934,906             | 19.1%             |
| Chiesa ortodossa                                                                     | 1,056,535              | 0.3%              |
| Cristiani (compresi i non praticanti)                                                | 150,596,792            | 48.8%             |
| Cristiani in generale (compresi i non specificati)                                   | 158,148,746            | 51.2%             |
| Altri - compresi il Mormonismo e la Chiesa di Cristo Scientista                      | 13,146,919             | 4.3%              |
| Chiesa di Gesù Cristo dei santi degli ultimi giorni (LDS, facente parte dei mormoni) | 6,144,582              | 2.0%              |
| Altri – esclusi i mormoni                                                            | 7,002,337              | 2.3%              |
| Ebrei stimati                                                                        | 6,141,325              | 2.0%              |
| Buddhismo stimato                                                                    | 2,000,000              | 0.7%              |
| Musulmani stimati                                                                    | 2,600,082              | 0.8%              |
| Induismo stimato                                                                     | 400,000                | 0.4%              |
| Source: ARDA                                                                         |                        |                   |

### Pew Research Center 2014
Secondo i risultati ottenuti da Pew Research Center i cristiani sono il 70,6%, i non religiosi il 22,8%, gli ebrei l'1,9%, i musulmani lo 0,9%, il buddhismo nelle sue varie forme è attestato allo 0,7%, l'induismo è anch'esso allo 0,7%, altre fedi non cristiane l'1,8%, gli incerti o coloro che non rispondono lo 0,6%
.
| Affiliazione                     | % della popolazione totale | % della popolazione totale |
| -------------------------------- | -------------------------- | -------------------------- |
| Cristianesimo                    | 70.6                       |                            |
| Protestantesimo                  | 46.5                       |                            |
| Evangelicalismo                  | 25.4                       |                            |
| Chiese protestanti mainline      | 14.7                       |                            |
| Chiese protestanti afroamericane | 6.5                        |                            |
| Chiesa cattolica romana          | 20.8                       |                            |
| Mormonismo                       | 1.6                        |                            |
| Testimoni di Geova               | 0.8                        |                            |
| Chiesa ortodossa                 | 0.5                        |                            |
| Altri cristiani                  | 0.4                        |                            |
| Irreligiosità/Non affiliati      | 22.8                       |                            |
| Nessuna credenza in particolare  | 15.8                       |                            |
| Agnosticismo                     | 4.0                        |                            |
| Ateismo                          | 3.1                        |                            |
| Fedi non cristiane               | 5.9                        |                            |
| Ebrei                            | 1.9                        |                            |
| Musulmani                        | 0.9                        |                            |
| Buddhismo                        | 0.7                        |                            |
| Induismo                         | 0.7                        |                            |
| Altre fedi non cristiane         | 1.8                        |                            |
| Incerto/Non risponde             | 0.6                        |                            |
| Totale                           | 100                        |                            |

### Gallup, Inc. 2016
Secondo l'indagine condotta da Gallup i cristiani costituiscono il 73,3% della popolazione; coloro che dichiarano irreligiosità, ateismo o agnosticismo sono il 18,2%; gli ebrei rappresentano il 2,1%; i musulmani lo 0,8%; altre religioni non cristiane il 2,5%; non risponde il2,6%.

Frequentazione media di chiese, sinagoghe o moschee per Stato (2009).

| Affiliazione                       | % della popolazione totale | % della popolazione totale |
| ---------------------------------- | -------------------------- | -------------------------- |
| Cristianesimo                      | 73.7                       |                            |
| Protestantesimo/Altri Cristiani    | 48.9                       |                            |
| Chiesa cattolica romana            | 23.0                       |                            |
| Mormonismo                         | 1.8                        |                            |
| Irreligiosità/Ateismo/Agnosticismo | 18.2                       |                            |
| Fedi non cristiane                 | 5.4                        |                            |
| Ebrei                              | 2.1                        |                            |
| Musulmani                          | 0.8                        |                            |
| Altre religioni non cristiane      | 2.5                        |                            |
| Non risponde/Nessun dato           | 2.6                        |                            |
| Totale                             | 100                        |                            |

#### Partecipazione
Un sondaggio del 2013 ha riferito che il 31% degli statunitensi frequenta i luoghi di culto almeno settimanalmente. È stato condotto dal "Public Religion Research Institute"' con un margine di errore del 2,5%.
Nel 2006, un sondaggio online condotto da "Harris Insights & Analytics" (sono stati rilevati 2.010 adulti statunitensi ) ha rilevato che il 26% degli intervistati ha frequentato i servizi religiosi "ogni settimana o più spesso", il 9% vi è andato "una o due volte al mese", il 21% vi è andato "poche volte l'anno", il 3% vi è andato "una volta l'anno", il 22% vi è andato meno di una volta all'anno e infine il 18% non partecipa mai ai servizi religiosi.
In un sondaggio "Gallup International" del 2009 il 41,6% dei cittadini statunitensi ha dichiarato di aver partecipato a un servizio religioso in una chiesa, una sinagoga o una moschea una volta alla settimana o quasi ogni settimana. Questa percentuale è superiore a quella degli altri paesi occidentali. La frequenza varia notevolmente da Stato e da regione. Le cifre, aggiornate fino al 2014, variano dal 51% in Utah al 17% in Vermont.
| Classifica | Stato                | Percentuale |
| ---------- | -------------------- | ----------- |
| 1          | Utah                 | 51%         |
| 2          | Mississippi          | 47%         |
| 3          | Alabama              | 46%         |
| 4          | Louisiana            | 46%         |
| 5          | Arkansas             | 45%         |
| 6          | Carolina del Sud     | 42%         |
| 7          | Tennessee            | 42%         |
| 8          | Kentucky             | 41%         |
| 9          | Carolina del Nord    | 40%         |
| 10         | Georgia              | 39%         |
| 11         | Texas                | 39%         |
| 12         | Oklahoma             | 39%         |
| 13         | Nuovo Messico        | 36%         |
| 14         | Nebraska             | 35%         |
| 15         | Indiana              | 35%         |
| 16         | Virginia             | 35%         |
| 17         | Delaware             | 35%         |
| 18         | Missouri             | 35%         |
| 19         | Idaho                | 34%         |
| 20         | Virginia Occidentale | 34%         |
| 21         | Arizona              | 33%         |
| 22         | Kansas               | 33%         |
| 23         | Michigan             | 32%         |
| 24         | Ohio                 | 32%         |
| 25         | Illinois             | 32%         |
| 26         | Dakota del Nord      | 32%         |
| 27         | Pennsylvania         | 32%         |
| 28         | Iowa                 | 32%         |
| 29         | Florida              | 32%         |
| 30         | Maryland             | 31%         |
| 31         | Dakota del Sud       | 31%         |
| 32         | Minnesota            | 31%         |
| 33         | New Jersey           | 30%         |
| 34         | Wisconsin            | 29%         |
| 35         | Rhode Island         | 28%         |
| 36         | Wyoming              | 28%         |
| 37         | California           | 28%         |
| 38         | New York             | 27%         |
| 39         | Nevada               | 27%         |
| 40         | Montana              | 27%         |
| 41         | Alaska               | 26%         |
| 42         | Connecticut          | 25%         |
| 43         | Colorado             | 25%         |
| 44         | Hawaii               | 25%         |
| 45         | Oregon               | 24%         |
| 46         | Washington           | 24%         |
| 47         | Washington           | 23%         |
| 48         | Massachusetts        | 22%         |
| 49         | Maine                | 20%         |
| 50         | New Hampshire        | 20%         |
| 51         | Vermont              | 17%         |

## Numero di membri riportati dalle congregazioni

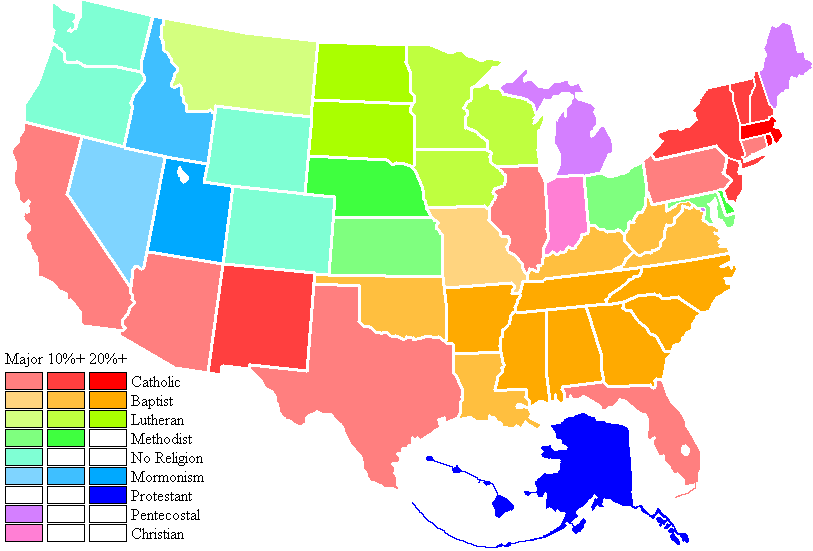
Percentuali di religiosità rispetto alla media nazionale, 2001.

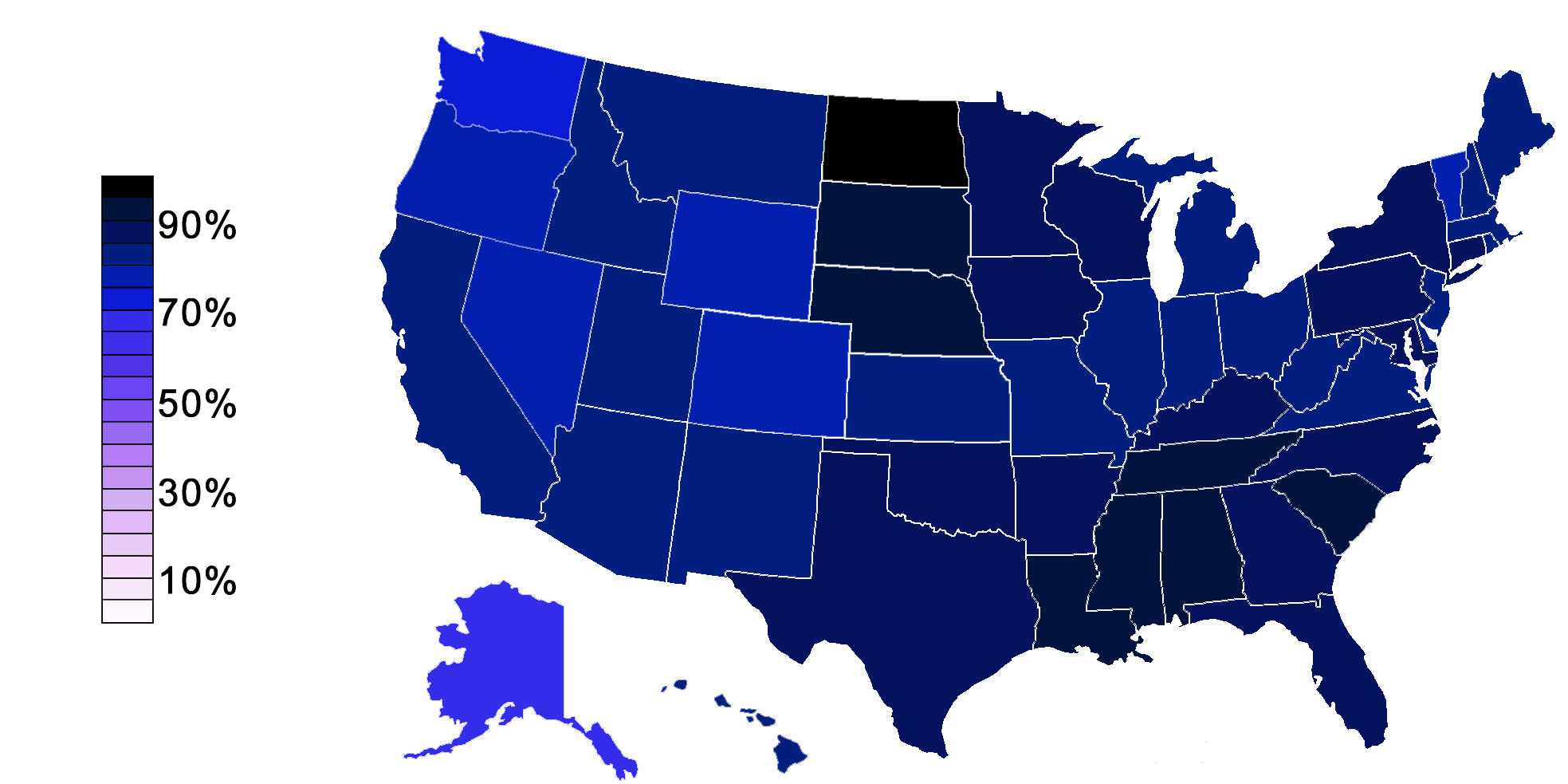
Percentuale di popolazioni statali che si identificano con una religione piuttosto che con "nessuna religione", 2001.

### Confessioni cristiane
La tabella che segue è basata principalmente sui dati riportati annualmente dalle singole confessioni cristiane nel Yearbook of American and Canadian Churches e pubblicato nel 2011 dal "National Council of Churches of Christ in USA". Include solo gli enti religiosi che riferiscono 60.000 o più membri. La definizione di "membro" è determinata autonomamente da ogni organismo religioso.
| Congregazione                                                    | Anno | Numero di luoghi di culto segnalati | Membri     | Numero di ministri |
| ---------------------------------------------------------------- | ---- | ----------------------------------- | ---------- | ------------------ |
| Chiesa episcopale metodista africana                             | 1999 | -                                   | 2.500.000  | 7,741              |
| Chiesa episcopale metodista africana di Sion                     | 2002 | 3.226                               | 1.431.000  | 3.252              |
| Associazione battista americana                                  | 1998 | 1.760                               | 275.000    | 1.740              |
| Chiese battiste americane statunitensi                           | 1998 | 3.800                               | 1.507.000  | 4.145              |
| Arcidiocesi ortodossa antiochiena dell'America del Nord          | 1998 | 220                                 | 65.000     | 263                |
| Chiesa apostolica armena                                         | 1998 | 28                                  | 200.000    | 25                 |
| Assemblee di Dio americane                                       | 2009 | 12.371                              | 2.914.000  | 34.504             |
| Baptist Bible Fellowship International                           | 1997 | 4.500                               | 1.200.000  | –                  |
| Baptist General Conference                                       | 1998 | 876                                 | 141.000    | –                  |
| Baptist Missionary Association of America                        | 1999 | 1.334                               | 235.000    | 1.525              |
| Alleanza cristiana e missionaria                                 | 1998 | 1.964                               | 346.000    | 1.629              |
| Fratelli di Plymouth                                             | 1997 | 1.150                               | 100.000    | –                  |
| Chiesa cristiana dei Discepoli di Cristo                         | 1997 | 3.818                               | 879.000    | 3.419              |
| Chiese cristiane e chiese di Cristo                              | 1998 | 5.579                               | 1.072.000  | 5.525              |
| Christian Congregation, Inc.                                     | 1998 | 1.438                               | 117.000    | 1.436              |
| Chiesa cristiana episcopale metodista                            | 1983 | 2.340                               | 719.000    | –                  |
| Chiesa cristiana riformata in America del Nord                   | 1998 | 733                                 | 199.000    | 655                |
| Chiesa di Dio in Cristo                                          | 1991 | 15.300                              | 5.500.000  | 28.988             |
| Church of God of Prophecy                                        | 1997 | 1.908                               | 77.000     | 2.000              |
| Chiesa di Dio (Anderson)                                         | 1998 | 2.353                               | 234.000    | 3.034              |
| Chiesa di Dio (Cleveland)                                        | 1995 | 6.060                               | 753.000    | 3.121              |
| Chiesa di Gesù Cristo dei santi degli ultimi giorni (Mormonismo) | 2006 | 13.010                              | 5.779.000  | 39.030             |
| Chiesa dei Fratelli                                              | 1997 | 1.095                               | 141.000    | 827                |
| Chiesa del Nazareno                                              | 1998 | 5.101                               | 627.000    | 4.598              |
| Chiesa di Cristo                                                 | 1999 | 15.000                              | 1.500.000  | 14.500             |
| Conservative Baptist Association of America                      | 1998 | 1.200                               | 200.000    | –                  |
| Comunità di Cristo                                               | 1998 | 1.236                               | 140.000    | 19.319             |
| Chiesa ortodossa copta                                           | 2003 | 200                                 | 1.000.000  | 200                |
| Chiesa presbiteriana Cumberland                                  | 1998 | 774                                 | 87.000     | 634                |
| Chiesa episcopale degli Stati Uniti d'America                    | 1996 | 7.390                               | 2.365.000  | 8.131              |
| Chiesa evangelica Covenant                                       | 1998 | 628                                 | 97.000     | 607                |
| Chiesa evangelica libera in America                              | 1995 | 1.224                               | 243.000    | 1.936              |
| Chiesa evangelica luterana in America                            | 1998 | 10.862                              | 5.178.000  | 9.646              |
| Chiesa presbiteriana evangelica degli Stati Uniti d'America      | 1998 | 187                                 | 61.000     | 262                |
| Chiesa metodista libera                                          | 1998 | 990                                 | 73.000     | –                  |
| Full Gospel Fellowship                                           | 1999 | 896                                 | 275.000    | 2,070              |
| General Association of General Baptists                          | 1997 | 790                                 | 72.000     | 1.085              |
| General Association of Regular Baptist Churches                  | 1998 | 1.415                               | 102.000    | –                  |
| U.S. Conference of Mennonite Brethren Churches                   | 1996 | 368                                 | 82.000     | 590                |
| Grace Gospel Fellowship                                          | 1992 | 128                                 | 60.000     | 160                |
| Arcidiocesi greco-ortodossa in America                           | 1998 | 523                                 | 1.955.000  | 596                |
| Independent Fundamental Churches of America                      | 1999 | 659                                 | 62.000     | –                  |
| International Church of the Foursquare Gospel                    | 1998 | 1.851                               | 238.000    | 4.900              |
| International Council of Community Churches                      | 1998 | 150                                 | 250.000    | 182                |
| International Pentecostal Holiness Church                        | 1998 | 1.716                               | 177.000    | 1.507              |
| Testimoni di Geova                                               | 2011 | 13.309                              | 1.200.000  | –                  |
| Chiesa luterana–Sinodo del Missouri                              | 1998 | 6.218                               | 2.594.000  | 5.227              |
| Chiesa mennonita degli Stati Uniti d'America                     | 2005 | 943                                 | 114.000    | –                  |
| National Association of Congregational Christian Churches        | 1998 | 416                                 | 67.000     | 534                |
| National Association of Free Will Baptists                       | 1998 | 2.297                               | 210.000    | 2.800              |
| National Baptist Convention of America, Inc.                     | 1987 | 2.500                               | 3.500.000  | 8.000              |
| National Baptist Convention, USA, Inc.                           | 1992 | 33.000                              | 8.200.000  | 32.832             |
| National Missionary Baptist Convention of America                | 1992 | –                                   | 2.500.000  | –                  |
| Old Order Amish                                                  | 1993 | 898                                 | 81.000     | 3.592              |
| Chiesa ortodossa in America                                      | 1998 | 625                                 | 28.000     | 700                |
| Pentecostal Assemblies of the World, Inc.                        | 1998 | 1.750                               | 1.500.000  | 4.500              |
| Pentecostal Church of God                                        | 1998 | 1.237                               | 104.000    | –                  |
| Chiesa presbiteriana in America                                  | 1997 | 1.340                               | 280.000    | 1.642              |
| Chiesa presbiteriana degli Stati Uniti d'America                 | 1998 | 11.260                              | 3.575.000  | 9.390              |
| Progressive National Baptist Convention, Inc.                    | 1995 | 2.000                               | 2.500.000  | –                  |
| Chiesa riformata in America                                      | 1998 | 902                                 | 296.000    | 915                |
| Conservative Friends (Quaccherismo)                              | 1994 | 1.200                               | 104.000    | –                  |
| Chiesa cattolica negli Stati Uniti d'America                     | 2002 | 19.484                              | 66.404.000 | –                  |
| Orthodox Church in America Romanian Episcopate                   | 1996 | 37                                  | 65.000     | 37                 |
| Esercito della Salvezza                                          | 1998 | 1.388                               | 471.000    | 2.920              |
| Chiesa ortodossa serba                                           | 1986 | 68                                  | 67.000     | 60                 |
| Chiesa cristiana avventista del settimo giorno                   | 1998 | 4.405                               | 840.000    | 2.454              |
| Southern Baptist Convention                                      | 1998 | 40.870                              | 16.500.000 | 71.520             |
| Chiesa unita di Cristo                                           | 1998 | 6.017                               | 1.421.000  | 4.317              |
| Chiesa metodista unita                                           | 1998 | 36.170                              | 8.400.000  | –                  |
| Wesleyan Church                                                  | 1998 | 1.590                               | 120.000    | 1.806              |
| Wisconsin Evangelical Lutheran Synod                             | 1997 | 1.240                               | 411.000    | 1.222              |

## ARIS - risultati relativi all'auto-identificazione
Il governo degli Stati Uniti non raccoglie dati religiosi nel suo censimento. L'indagine sottostante, l'"American Religious Identification Survey" (ARIS) del 2008, è stata un'indagine telefonica casuale di 54.461 famiglie residenziali americane negli Stati Uniti d'America continentali. Il campione del 1990 era costituito da 113.723 persone; quello del 2001 è stato di 50.281.
Agli intervistati adulti è stata rivolta la seguente domanda aperta: "Qual è la tua religione, se c'è?" Gli intervistatori non hanno chiesto né offerto un elenco di risposte potenziali o suggerimenti. È stata inoltre richiesta la religione del coniuge o del partner. Se la risposta iniziale era "protestante" o "cristiana" sono stati rivolti altri quesiti per stabilire a quale delle confessioni cristiane in particolare appartenesse. A circa 1/3 del campione sono state fatte anche domande demografiche più dettagliate.
Risultati dell'auto-identificazione religiosa della popolazione adulta degli Stati Uniti: 1990, 2001, 2008. Le cifre non vengono modificate per il rifiuto di rispondere; gli investigatori sospettano che i rifiuti siano forse più rappresentativi di "nessuna religione" di qualsiasi altra scelta.

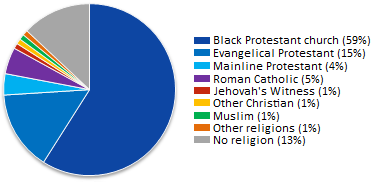
Affiliazioni religiose degli afroamericani,.

| Gruppo                                                         | 1990 adulti in migliaia | 2001 adulti in migliaia | 2008 adulti in migliaia | Variazione numerica in % dal 1990 al 2008 sulle percentuali del 1990 | % di adulti nel 1990 | % di adulti nel 2001 | % di adulti nel 2008 | Variazione in % del totale di adulti dal 1990 al 2008 |
| -------------------------------------------------------------- | ----------------------- | ----------------------- | ----------------------- | -------------------------------------------------------------------- | -------------------- | -------------------- | -------------------- | ----------------------------------------------------- |
| Popolazione adulta totale                                      | 175.440                 | 207.983                 | 228.182                 | 30.1%                                                                |                      |                      |                      |                                                       |
| Risposte                                                       | 171.409                 | 196.683                 | 216.367                 | 26.2%                                                                | 97.7%                | 94.6%                | 94.8%                | −2.9%                                                 |
| Totale dei cristiani                                           | 151.225                 | 159.514                 | 173.402                 | 14.7%                                                                | 86.2%                | 76.7%                | 76.0%                | −10.2%                                                |
| Chiesa cattolica negli Stati Uniti d'America                   | 46.004                  | 50.873                  | 57.199                  | 24.3%                                                                | 26.2%                | 24.5%                | 25.1%                | −1.2%                                                 |
| Cristianesimo non cattolico                                    | 105.221                 | 108.641                 | 116.203                 | 10.4%                                                                | 60.0%                | 52.2%                | 50.9%                | −9.0%                                                 |
| Battismo                                                       | 33.964                  | 33.820                  | 36.148                  | 6.4%                                                                 | 19.4%                | 16.3%                | 15.8%                | −3.5%                                                 |
| Altri cristiani                                                | 32.784                  | 35.788                  | 29.375                  | −10.4%                                                               | 18.7%                | 17.2%                | 12.9%                | −5.8%                                                 |
| Metodismo                                                      | 14.174                  | 14.039                  | 11.366                  | −19.8%                                                               | 8.1%                 | 6.8%                 | 5.0%                 | −3.1%                                                 |
| Luteranesimo                                                   | 9.110                   | 9.580                   | 8.674                   | −4.8%                                                                | 5.2%                 | 4.6%                 | 3.8%                 | −1.4%                                                 |
| Presbiterianesimo                                              | 4.985                   | 5.596                   | 4.723                   | −5.3%                                                                | 2.8%                 | 2.7%                 | 2.1%                 | −0.8%                                                 |
| Episcopalismo/Anglicanesimo                                    | 3.043                   | 3.451                   | 2.405                   | −21.0%                                                               | 1.7%                 | 1.7%                 | 1.1%                 | −0.7%                                                 |
| Chiesa unita di Cristo                                         | 438                     | 1,378                   | 736                     | 68.0%                                                                | 0.2%                 | 0.7%                 | 0.3%                 | 0.1%                                                  |
| Cristiani generici                                             | 25,980                  | 22,546                  | 32,441                  | 24.9%                                                                | 14.8%                | 10.8%                | 14.2%                | −0.6%                                                 |
| Cristiani non specificati                                      | 8,073                   | 14,190                  | 16,384                  | 102.9%                                                               | 4.6%                 | 6.8%                 | 7.2%                 | 2.6%                                                  |
| Cristiani non confessionali                                    | 194                     | 2,489                   | 8,032                   | 4040.2%                                                              | 0.1%                 | 1.2%                 | 3.5%                 | 3.4%                                                  |
| Protestantesimo non specificato                                | 17,214                  | 4,647                   | 5,187                   | −69.9%                                                               | 9.8%                 | 2.2%                 | 2.3%                 | −7.5%                                                 |
| Evangelicalismo/Rinascita                                      | 546                     | 1.088                   | 2.154                   | 294.5%                                                               | 0.3%                 | 0.5%                 | 0.9%                 | 0.6%                                                  |
| Pentecostalismo/Carismatici                                    | 5.647                   | 7.831                   | 7.948                   | 40.7%                                                                | 3.2%                 | 3.8%                 | 3.5%                 | 0.3%                                                  |
| Pentecostali non specificati                                   | 3.116                   | 4.407                   | 5.416                   | 73.8%                                                                | 1.8%                 | 2.1%                 | 2.4%                 | 0.6%                                                  |
| Assemblee di Dio americane                                     | 617                     | 1.105                   | 810                     | 31.3%                                                                | 0.4%                 | 0.5%                 | 0.4%                 | 0.0%                                                  |
| Chiesa di Dio                                                  | 590                     | 943                     | 663                     | 12.4%                                                                | 0.3%                 | 0.5%                 | 0.3%                 | 0.0%                                                  |
| Altre denominazioni protestanti                                | 4.630                   | 5.949                   | 7.131                   | 54.0%                                                                | 2.6%                 | 2.9%                 | 3.1%                 | 0.5%                                                  |
| Chiesa di Cristo                                               | 1.769                   | 2.593                   | 1.921                   | 8.6%                                                                 | 1.0%                 | 1.2%                 | 0.8%                 | −0.2%                                                 |
| Testimoni di Geova                                             | 1.381                   | 1.331                   | 1.914                   | 38.6%                                                                | 0.8%                 | 0.6%                 | 0.8%                 | 0.1%                                                  |
| Chiesa cristiana avventista del settimo giorno                 | 668                     | 724                     | 938                     | 40.4%                                                                | 0.4%                 | 0.3%                 | 0.4%                 | 0.0%                                                  |
| Mormonismo/Chiesa di Gesù Cristo dei santi degli ultimi giorni | 2.487                   | 2.697                   | 3.158                   | 27.0%                                                                | 1.4%                 | 1.3%                 | 1.4%                 | 0.0%                                                  |
| Totale di religiosi non cristiani                              | 5.853                   | 7.740                   | 8.796                   | 50.3%                                                                | 3.3%                 | 3.7%                 | 3.9%                 | 0.5%                                                  |
| Ebrei                                                          | 3.137                   | 2.837                   | 2.680                   | −14.6%                                                               | 1.8%                 | 1.4%                 | 1.2%                 | −0.6%                                                 |
| Religioni indiane e orientali                                  | 687                     | 2.020                   | 1.961                   | 185.4%                                                               | 0.4%                 | 1.0%                 | 0.9%                 | 0.5%                                                  |
| Buddhismo                                                      | 404                     | 1.082                   | 1.189                   | 194.3%                                                               | 0.2%                 | 0.5%                 | 0.5%                 | 0.3%                                                  |
| Musulmani                                                      | 527                     | 1.104                   | 1.349                   | 156.0%                                                               | 0.3%                 | 0.5%                 | 0.6%                 | 0.3%                                                  |
| Nuovi movimenti religiosi & Altri                              | 1.296                   | 1.770                   | 2.804                   | 116.4%                                                               | 0.7%                 | 0.9%                 | 1.2%                 | 0.5%                                                  |
| Totale di non religiosi                                        | 14.331                  | 29.481                  | 34.169                  | 138.4%                                                               | 8.2%                 | 14.2%                | 15.0%                | 6.8%                                                  |
| Agnosticismo+Ateismo                                           | 1.186                   | 1.893                   | 3.606                   | 204.0%                                                               | 0.7%                 | 0.9%                 | 1.6%                 | 0.9%                                                  |
| Non lo sa/Rifiuta di rispondere                                | 4.031                   | 11.300                  | 11.815                  | 193.1%                                                               | 2.3%                 | 5.4%                 | 5.2%                 | 2.9%                                                  |

Risultati posti in evidenza:
- L'indagine ARIS 2008 è stata effettuata nel periodo febbraio-novembre 2008 e ha raccolto risposte da 54.461 intervistati che sono stati interrogati in lingua inglese o in lingua spagnola.
- La popolazione americana si identifica come prevalentemente cristiana, ma gli statunitensi stanno lentamente diventando sempre meno cristiani.
- 86% degli adulti statunitensi identificati come cristiani nel 1990 e 76% nel 2008.
- Le chiese storiche e le denominazioni principali hanno subito i declassamenti più rapidi e cospicui, mentre l'identità cristiana non denominazionale è in crescita, soprattutto a partire dal 2001.
- La sfida più importante al cristianesimo negli Stati Uniti d'America non deriva da altre religioni, bensì da un rifiuto di tutte le forme della religione organizzata.
- Il 34% degli adulti statunitensi si è considerato un membro della Rinascita o appartenente all'Evangelicalismo nel 2008.
- La popolazione statunitense continua a mostrare segnali in direzione di una religiosità sempre meno evidente, con un americano su sette che non ha mostrato alcuna identità religiosa nel 2008.
- I "Negatori" (nessuna preferenza religiosa dichiarata, ateo o agnostico) continuano a crescere, sebbene a un ritmo molto più lento rispetto agli anni novanta, dall'8,2% nel 1990, al 14,1% nel 2001, al 15,0% nel 2008.
- Gli asioamericani hanno sostanzialmente più probabilità di indicare "nessuna identità religiosa" rispetto ad altri gruppi etnici.
- Un segno della mancanza di attaccamento degli statunitensi alla religione è che il 27% non si aspetta un funerale religioso alla sua morte.
- Secondo le loro convinzioni dichiarate piuttosto che la loro identificazione religiosa nel 2008, il 70% degli statunitensi crede in un Dio personale, circa il 12% professa un convinto ateismo o l'agnosticismo e un altro 12% si dichiara vicino al deismo (esiste una potenza superiore ma non un Dio personale).
- La geografia religiosa dell'America è stata trasformata dal 1990. Il paesaggio religioso dopo la massiccia immigrazione ispanica ha cambiato significativamente il profilo religioso di alcuni Stati e regioni. Tra il 1990 e il 2008 la percentuale di popolazione cattolica degli Stati nel New England è scesa dal 50% al 36% e a New York dal 44% al 37%, mentre in California è salita dal 29% al 37% e nel Texas dal 23% al 32%.
- Nel complesso la serie temporale ARIS del 1990-2008 mostra che i cambiamenti nell'identificazione religiosa nel primo decennio del XXI secolo sono stati moderati rispetto agli anni novanta, un periodo di significativi cambiamenti nella composizione religiosa degli Stati Uniti.

## Etnie
La tabella che segue mostra le affiliazioni religiose tra le etnie negli Stati Uniti, secondo l'indagine "Pew Forum" del 2014. Le persone di etnia afroamericana erano molto probabilmente parte di una religione formale, con il 79% di cristiani; le denominazioni protestanti costituiscono la maggioranza dei cristiani tra i bianchi americani nelle varie etnie; mentre gli ispanici sono per lo più cattolici.
| Religioni                                          | Bianchi americani | Afroamericani | Ispanici | Altri/misti |
| -------------------------------------------------- | ----------------- | ------------- | -------- | ----------- |
| Cristianesimo                                      | 70%               | 79%           | 77%      | 49%         |
| Protestantesimo                                    | 48%               | 71%           | 26%      | 33%         |
| Chiesa cattolica romana                            | 19%               | 5%            | 48%      | 13%         |
| Mormonismo                                         | 2%                | <0.5%         | 1%       | 1%          |
| Testimoni di Geova                                 | <0.5%             | 2%            | 1%       | 1%          |
| Chiesa ortodossa                                   | 1%                | <0.5%         | <0.5%    | 1%          |
| Altri                                              | <0.5%             | 1%            | <0.5%    | 1%          |
| Fedi non cristiane                                 | 5%                | 3%            | 2%       | 21%         |
| Ebrei                                              | 3%                | <0.5%         | 1%       | 1%          |
| Musulmani                                          | <0.5%             | 2%            | <0.5%    | 3%          |
| Buddhismo                                          | <0.5%             | <0.5%         | 1%       | 4%          |
| Induismo                                           | <0.5%             | <0.5%         | <0.5%    | 8%          |
| Altre religioni maggiori mondiali                  | <0.5%             | <0.5%         | <0.5%    | 2%          |
| Altre fedi                                         | 2%                | 1%            | 1%       | 2%          |
| Non affiliati (incluso l'ateismo e l'agnosticismo) | 24%               | 18%           | 20%      | 29%         |

### Storiografia
- Goff, Philip, ed. The Blackwell Companion to Religion in America (2010)  online.; 43 essays by scholars